# Cronologia regelui Mihai
Cronologia regelui Mihai este o listă de date referitoare la viața principelui Mihai al României, ultimul rege al României din dinastia de Hohenzollern-Sigmaringen (în două rânduri). Lista extinde articolul principal, înșiruind în ordine cronologică și grupate pe marile perioade ale vieții sale evenimente la care Mihai a participat sau care au avut influență la un moment sau altul asupra vieții sale. 
Pe perioadele celor două domnii ale sale, au fost incluse și evenimente importante din cadrul actului de guvernare și vieții politice, în care regele nu a fost implicat. Un mare număr de acte poartă prin natura sistemului monarhiei constituționale antetul regelui, fără ca acesta să fi avut vreo contribuție la elaborarea lor; astfel de documente nu au fost incluse în prezenta listă. 
| Cuprins               | Cuprins          | Cuprins                | Cuprins          | Cuprins              | Cuprins               | Cuprins                   | Cuprins                 | Cuprins               |
| --------------------- | ---------------- | ---------------------- | ---------------- | -------------------- | --------------------- | ------------------------- | ----------------------- | --------------------- |
| Copilăria (1921-1927) | Rege (1927-1930) | Moștenitor (1930-1940) | Rege (1940-1947) | Exilul I (1948-1989) | Exilul II (1990-1997) | Reîntoarcerea (1997-2017) | Referințele individuale | Bibliografia generală |

## 1921-1927
Născut la 25 octombrie 1921, perioada 1921-1927 reprezintă prima copilărie a principelui Mihai. În 1925 tatăl său, principele moștenitor Carol își anunță familia că relația sa cu Elena Lupescu este serioasă, iar la sfârșitul anului rămâne în străinătate cu amanta sa. În urma actului din 4 ianuarie 1926, Mihai devine principe moștenitor. Odată cu moartea regelui Ferdinand, Mihai devine pentru prima dată regele României.

1921
- 10 martie: Principele moștenitor Carol al României și principesa Elena a Greciei se căsătoresc la Atena, petrecându-și luna de miere la Tatoi.
- 25 octombrie: Mihai se naște la Castelul Foișor, de pe Domeniul Regal Sinaia. Principesa Elena este asistată de prof. dr. Louros (medicul Familiei Regale a Greciei), de doamna dr. Manicatide-Veners și de dr. Romalo (medicul personal al regelui României). Nașterea dificilă și prematură (cu o lună, conform reginei Maria) este extenuantă pentru mamă; la ea asistă și regina Maria, care îi administrează principesei Elena cloroform. Starea pruncului este descrisă prin calificativul „destul de satisfăcătoare”.
- 26 octombrie: În București se trag 101 de salve de tun în onoarea noului născut.
- 26 octombrie, ora 18: Ceremonia de înregistrare la starea civilă, în fața lui Mihail Antonescu (Ministrul justiției). Martori au fost generalul Alexandru Averescu, președintele Consiliului de Miniștri și Nicolae Mișu.

1922
- 6 ianuarie: Familia regală sărbătorește Crăciunul, în prezența lui Mihai.
- 22 ianuarie: În această zi de duminică are loc botezul principelui Mihai, care nu fusese până atunci pomenit în slujbele bisericești, nefiind botezat. Ceremonia este oficiată de patriarhul Miron Cristea. Nași sunt regele Ferdinand, principesele Mignon și Elisabeta, colonelul Rasoviceanu. Opoziția boicotează manifestația, în semn de protest față de numirea guvernului Brătianu, astfel că participă doar reprezentanți ai PNL și ai armatei.
- 29 ianuarie: După ce familia regală (și principele Mihai) primește o delegație de muncitori veniți să o felicite pe principesa Mignon pentru logodna cu regele Alexandru al Serbiei, principele Carol, principesa Elena și Mihai pornesc după-amiază într-o călătorie spre Grecia, pentru ca regele Constantin al Greciei, bunicul patern, să aibă ocazia de a-și vedea nepotul.
- 19 februarie: Carol se întoarce în România, pentru a participa la nunta surorii sale Mignon cu Alexandru al Iugoslaviei, însă soția sa și Mihai rămân în Grecia.
- 7 aprilie: Regina Maria face o vizită la Atena, unde Elisabeta, fiica sa cea mare este bolnavă de febră tifoidă, însă principesa Elena și fiul ei sunt sănătoși.
- 17 aprilie: Principele Carol merge la Atena pentru a o convinge pe soția sa să se întoarcă la București. Elena se întoarce, aducând-o cu ea pe sora ei, Irina.
- 15 octombrie: Încoronarea regelui Ferdinand și reginei Maria la Alba Iulia.
- 22 noiembrie: Principesa Elena călătorește din nou pentru a-și vedea familia, de această dată la Palermo, lăsându-și soțul și copilul în România.

1923
- 23 februarie: Principesa Elena se întoarce la București, unde lumea mondenă freamătă de zvonuri privind aventura lui Carol cu Elena Lupescu.
- 15 martie: Nicolae Iorga în jurnalul său: „[...] convorbire îndelungă cu Regele. Crede că Sâmbătă se va mântui discuția generală la Constituție [...] Nu e de părere să se dea în caz de lipsă a moștenitorilor tronului în linie masculină, prioritate fiilor princeselor României.”
- 28 martie: Este promulgată noua constituție.
- 17 octombrie-30 octombrie: Principele Carol și familia călătoresc la Belgrad pentru botezul principelui Petru.

1924
- 6 ianuarie: Sărbătorile Crăciunului la București, acasă la principele Carol. Regina Maria notează în jurnal că Mihai este personajul principal.
- 7 ianuarie-7 februarie: Carol și Elena fiind plecați la Napoli, pentru a comemora împlinirea unui an de la moartea regelui Constantin al Greciei, Mihai a rămas în grija bonei St. John și a reginei Maria.
- 4 aprilie: Prima paradă la care asistă principele Mihai, probabil în cinstea unui principe japonez.
- 6 aprilie-7 septembrie: Regele Ferdinand și regina Maria îl iau pe Mihai într-o călătorie prin Europa de Vest. De pe la mijlocul lui august, copilul este luat de mama sa de la St. Lunaire și dus în Italia, la Sorrento.

1925
- 29 octombrie: Ziua de naștere a reginei Maria. Cu puțin timp înainte, Carol le-a comunicat părinților că relația sa cu Elena Lupescu este serioasă.
- 20 noiembrie: Moare regina Alexandra a Marii Britanii.
- 27 noiembrie- 4 decembrie: Principele Carol participă la înmormântarea reginei. Petrece săptămâna cu familia regală britanică și cu sora sa Ileana, care se afla în Anglia la internat. Carol o sună pe Ileana că nu va călători cu ea înapoi în țară, pentru sărbătorile de Crăciun. În schimb pleacă la Paris, unde se întâlnește cu Elena Lupescu.
- 21 decembrie: Principesa Elena primește o scrisoare bătută la mașină, datată 12 decembrie. Sunt atașate și două scrisori pentru regele Ferdinand și regina Maria în care îi anunță că renunță la tron.
- 28 decembrie: Principele moștenitor Carol semnează la Milano un act adus de Costică Hiott:

„Declar prin aceasta că renunț în mod irevocabil la toate drepturile, titlurile și prerogativele de care, în virtutea Constituției și a Statutului Familiei Regale, m-am bucurat până azi ca Principe Moștenitor al României și ca membru al Familiei Domnitoare.
Renunț totdeodată la drepturile ce mi-ar reveni prin legile țării asupra fiului meu și a averii sale.
Mai declar că nu voi avea nici o pretenție asupra drepturilor la care am renunțat de bună voie și din propria mea inițiativă și mă angajez, pentru binele tuturor, să nu mă întorc în țară timp de zece ani, iar după expirarea acestui termen să nu mă întorc fără autorizația Suveranului.”
- 31 decembrie: Ferdinand întrunește Consiliul de Coroană; acordă în prealabil audiențe individuale unor participanți, cu scopul de a-i convinge să susțină hotărârea sa. Sunt prezenți Ionel Brătianu, Nicolae Iorga, Iuliu Maniu, Ion Mihalache, Alexandru Averescu, Constantin Prezan, Alexandru Vaida-Voievod, patriarhul Miron Costin, Gheorghe Buzdugan și alții. Regele Ferdinand este decis să accepte renunțarea fiului său, făcând clar de la începutul ședinței că acest Consiliu este Convocat pentru a-l ajuta să ducă la îndeplinire hotărârea sa. Maniu cere să se amâne hotărârea. Nicolae Iorga îl apără pe Carol și invocă precedentele istorice ale regențelor, „dezastruoase pentru țară și dinastie”. Alexandru Averescu declară că renunțarea trebuia acceptată încă din 1918 și că principele Carol ar trebui decăzut din drepturile de tată. După terminarea ședinței și ieșirea regelui, Maniu afirmă că s-a așezat „prima piatră la edificiul Republicii” și că Mihai nu va domni niciodată. La capătul ședinței, s-a dat următorul comunicat:

„A.S.R. Principele Carol, Moștenitorul Tronului comunicând în scris M.S. Regelui renunțarea sa irevocabilă la succesiunea Tronului și la toate prerogativele ce decurgeau din această calitate și din aceea de membru al Familiei Regale, M.S. Regele s-a văzut nevoit să primească această renunțare și să convoace pentru azi 31 decembrie 1925 la Castelul Peleș un Consiliu de Coroană. În acest Consiliu, M.S. Regele a comunicat înalta sa hotărâre și a făcut apel la toți fruntașii țării prezenți, de a-l ajuta în executarea ei și la proclamarea A.S.R. Principelui Mihai ca moștenitor al Tronului.
În acest scop, în urma asigurărilor de sprijin date din partea tuturor celor prezenți, Reprezentanța Națională a fost convocată pentru luni, 4 ianuarie 1926.”
1926
- 4 ianuarie: Actul de la 4 ianuarie.
- 11 ianuarie: Codicilul la testamentul regelui Ferdinand. Mihai moștenește direct de la bunicul său părțile imobile care îi reveneau anterior principelui Carol.
- iulie: Principele moștenitor este mușcat la Sinaia de un câine turbat.
- 16 octombrie: Nicolae Iorga în vizită la principesa Elena. Savantul îi dăruiește principelui două icoane.

1927
- ianuarie: Principele moștenitor și mama sa pleacă în Elveția.
- 5 martie: În timpul călătoriei sale în Italia, Iorga notează: „Prințul Mihai e aici, găzduit la Palatul Regal”.
- 6 martie: Iorga îl conduce pe principele moștenitor la gară. Întrebat de savant ce să spună acasă, principele răspunde: „să spui că sunt cuminte”.
- 20 iulie: Ferdinand moare în timpul nopții.

## 1927-1930

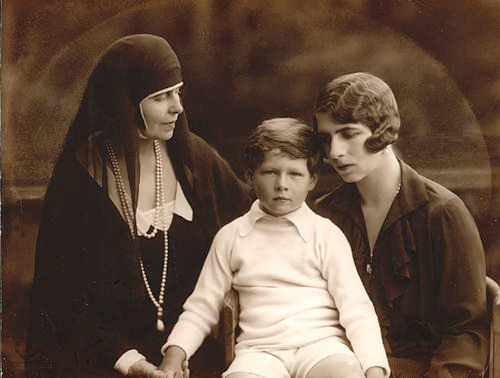
Regina Maria (în doliu), regele Mihai și principesa Elena

Întrucât este un minor, atribuțiile regale și tutela copilului sunt asigurate de regența regală. Copilul este crescut de mama sa, principesa Elena, locuind în vila de la Șosea cunoscută și drept Palatul Kiseleff. Carol, aflat în Franța, speculează situația internă și tatonează terenul în vederea unei reîntoarceri. Politicianul Ionel Brătianu, artizanul și garantul îndepărtării de la succesiunea tronului al lui Carol moare, fiind înlocuit în funcția de premier de Vintilă Brătianu. În 1928, guvernul Brătianu cade, fiind înlocuit de Guvernul Iuliu Maniu.
1927
- 20 iulie: Începe prima domnie a regelui Mihai.
- 22 iulie: Sunt publicate în Monitorul Oficial testamentul regelui Ferdinand și codicilul la testament.
- 25 iulie: Regența dă o proclamație.
- 31 iulie: Principele Carol publică o declarație în Le matin, în care făcând referire la amenințările revizioniste ale Uniunii Sovietice și Ungariei afirmă că are „dreptul și datoria” de a apăra moștenirea fiului său.
- 17 august: N. Iorga notează în jurnal că regentul Gheorghe Buzdugan ar fi în conflict cu „faimoasa și incorigibila aroganță a lui I. Brătianu”, care l-a numit pe Bebe Brătianu subsecretar de stat la Președinția Consiliului de Miniștri și că regina Maria ar dori un rol activ în guvernare.
- 29 august: Regele Mihai este la Mamaia, la palatul regal de acolo (de fapt o vilă). În acest an începe să conducă autoturisme.
- 24 noiembrie: Ionel Brătianu moare în urma unei infecții agresive, funcția de președinte al Consiliului de Miniștri și de conducător al Partidului Național Liberal fiind preluată de fratele său, Vintilă Brătianu.
- 30 decembrie: Iorga menționează un interviu dat de Iuliu Maniu în Petit Parisien, în care liderul transilvănean afirmă că dacă regența nu îi face dreptate, poate lua în considerare republica sau varianta reîntoarcerii principelui Carol.

1928
- 1 ianuarie: Principesa Elena declară că acceptă divorțul de Carol, peste câteva luni.
- mai: Apare un reportaj scris de redacție despre rege, în revista Albina.
- 6 mai: Congresul general al PNȚ desfășurat la Alba Iulia cere regenței demiterea guvernului liberal.
- 10 noiembrie: Guvernul Vintilă Brătianu își depune demisia și regența numește pe Iuliu Maniu în funcția de președinte al Consiliului de Miniștri.
- 12 decembrie-19 decembrie: Alegeri parlamentare în urma cărora PNȚ dobândește majoritatea.

1929
- 3 februarie: Sunt arestați șase comuniști care au dat jos un tablou al familiei regale la Sala Constructor.
- 23 martie-25 martie: Întrevedere între regina Maria și Carol Caraiman, în Franța. Tatăl dorește să își vadă fiul la Sigmaringen, leagănul familiei de Hohenzollern-Sigmaringen.
- 7 octombrie: A murit regentul Gheorghe Buzdugan, fiind înlocuit cu un om al PNȚ, C. Sărățeanu. Liberalii susținuseră intrarea reginei Maria în regență.

1930
- mai: Congres al PNL, scopul programului adoptat fiind sprijinul pentru Înalta Regență.

## 1930-1940
Anii '30 au debutat pentru tânărul rege cu întoarcerea tatălui său, care i-a uzurpat tronul, atribuindu-i prin decret și fără ceremonie titlul de „Mare Vo[i]evod de Alba-Iulia”. Întrucât Carol nu dorea să reia căsătoria cu fosta lui soție, iar aceasta nu dorea să își asume în ciuda presiunilor responsabilitatea pentru menținerea acestei stări de fapt, noul rege a început o campanie de șicane împotriva acesteia, neezitând să-și folosească fiul drept instrument. În primă fază, ziua „voievodului” era petrecută sub tutela tatălui, în Palatul Regal, iar seara principele se întorcea la vila de la Șosea a mamei sale.
1930
- 6 iunie: Carol se întoarce în țară și începe discuții cu liderii de partide.
- 7 iunie: Iuliu Maniu demisionează din funcția de președinte al Consiliului de Miniștri. Este numit un guvern prezidat de Gheorghe Mironescu, al cărui singur scop este să-l trădeze pe regele Mihai și să săvârșească uzurparea tronului.
- 8 iunie: Mihai este detronat și primește la propunerea lui Mihail Manoilescu titlul de Mare Voievod de Alba Iulia, propunere care este întâmpinată de marele istoric N. Iorga cu un protest „energic”. Deși este de două zile în capitală, de-abia acum Carol își vizitează fiul, în casa de la Șosea (Palatul Kiseleff).
- 21 iunie: Principele Mihai dă examenul de sfârșit de an, absolvind clasa a II-a a ciclului primar. Prezenți la probă sunt atât Carol al II-lea, cât și principesa Elena.
- 22 iunie: Principesa Elena se plânge la patriarhul Miron Cristea în legătură cu pomenirea ei în cadrul slujbelor religioase prin apelativul „maiestate”, în măsura în care nu este regină (o principesă este adresată cu apelativul „alteță regală”). Miza nu este doar protocolară, ci principesa țintește anularea divorțului și întreruperea de către Carol a relației cu Elena Lupescu.
- 24 iunie: Este depus în parlament un proiect legislativ ca Fundația culturală Regele Mihai să devină Fundația Voievodul Mihai.
- 15 iulie: Se pune piatra de temelie a palatului moștenitorului tronului la Vălenii de Munte. Participă principesa Elena; Carol trimite o scrisoare de salutare.
- 19 iulie: Parastas pentru regele Ferdinand la Curtea de Argeș. Regele Carol o invită pe fosta lui soție în vagon, unde tronează o fotografie a Elenei Lupescu.
- 1 august: Mihai primește un ceas de aur de la Carol; regele îl îndeamnă să nu-i mulțumească lui, ci femeii care i-a făcut cadoul, Elena Lupescu.
- 12 august: Elena Lupescu sosește clandestin în România.

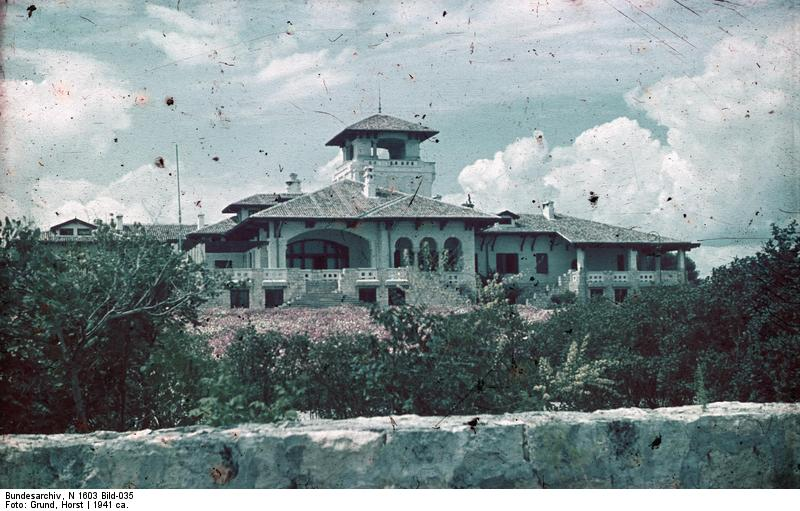
Palatul Regal din Mamaia (fotografie din anii 1940)

- 18 august: Principesa Elena pleacă cu principele Mihai la mare, la vila din Mamaia.
- 20 august: Principesa Elena și fiul vizitează o escadră a marinei britanice, însoțiți de generalul Nicolae Condeescu și amiralul Vasile Scodrea. Sunt primiți de amiralul Davies.
- 25 octombrie: De ziua sa, Mihai primește de la principele Nicolae un automobil Morris.
- 15 noiembrie: Regele Carol și fiul său participă la deschiderea parlamentului. În cuvintele lui Iorga: „prințul Mihai, foarte serios și cuminte, în uniforma de la Dealu.”
- 29 noiembrie: Iorga dejunează cu regele și principele moștenitor. Cu cuvintele istoricului: „Regele are ochi numai pentru fiu, căruia îi zice: Mihăiță. Îi vorbește numai românește.”
- 4 decembrie: Principele Mihai îl însoțește pe rege la ceremonia depunerii jurământului de la Școala Militară de Infanterie.

1931
- martie: Regina Maria și principesa Ileana părăsesc România, în protest față de faptul că regele Carol denunță codicilul la testamentul lui Ferdinand, luându-i fiului său moștenirea ce-i fusese lăsată nemijlocit de bunic. Uzufructul domeniilor îi revenea până când Mihai împlinea 21 de ani reginei Maria.
- 5 martie: Dejun cu regele Carol, principele Nicolae și 46 de ofițeri la Palatul Regal.
- 10 martie: Mihai în tribună la parada militară de ziua națională.
- 22 iunie: În timpul guvernării Iorga-Argetoianu, la Arad are loc serbarea Regimentului 2 de Cavalerie, la care participă regele Carol al II-lea, principele Nicolae și principele moștenitor Mihai.
- 5 iulie: Principele Mihai pleacă la Constanța, unde locuiește la Palatul Regal de la Mamaia.
- 18 iulie: Parastasul de 4 ani al regelui Ferdinand, la Curtea de Argeș. Participă regina Maria, regele Carol al II-lea, fiul ei, Elisabeta, Mihai, Nicolae și Ileana și alte rude din străinătate. Slujba la biserica mânăstirii este oficiată de patriarh.
- 20 iulie: De Sfântul Ilie (patronul aviației), Mihai ia parte împreună cu tatăl și cu unchiul său Nicolae la festivități organizate pe Aerodromul Pipera. Participă și generalii Constantin Ștefănescu-Amza și Lăzărescu.
- 22 iulie: Principesa Elena ajunge în Londra, unde dă o declarație pentru a opri speculațiile presei. Intenționează să se întoarcă în octombrie în România.

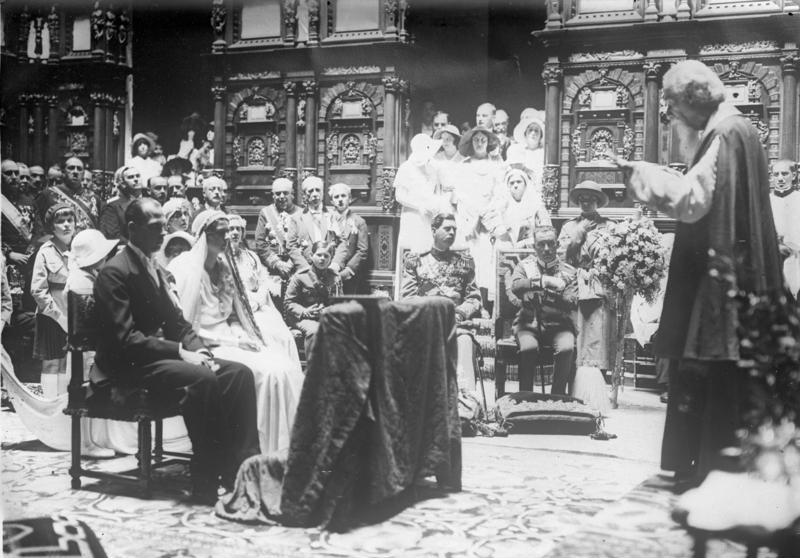
Ceremonia religioasă la Castelul Peleș. Principele moștenitor este între mireasă și rege.

- 26 iulie: Mihai participă la căsătoria religioasă a mătușii sale, principesa Ileana, cu arhiducele Anton de Austria. Ceremonia are loc în marele hol al Castelului Peleș, apoi alaiul aduce un omagiu soldaților căzuți, depunând o jerbă la Cimitirul eroilor din Sinaia.
- 16 august: Principele Mihai, regele Carol și alți membri ai familiei regale participă la serbările Marinei, la Constanța, unde sunt întâmpinați de ministrul de finanțe Constantin Argetoianu.
- 5 septembrie: Nicolae Iorga participă la examenul de sfârșit de an școlar al principelui. În cuvintele istoricului: „Regele mă primește la 3, cu prilejul examenului prințului Mihai, care, întrerupt și adesea terorisat de perceptorul său Saxu, figură de vechiu sub-ofițer reangajat, răspunde foarte precis și clar, cu o bună ținută. În comisiune și institutorul Ionescu, primar al Sinaii, și colonelul Grigorescu. Regele se amestecă des, puind întrebări care une ori sânt prea grele pentru copii [...] La urmă, sărută de două ori cu efusiune pe fiul său.”
- 6 septembrie: La Castelul Foișor, Nicolae Iorga îi dăruiește principelui moștenitor o „monedă veche, bulgaro-bizantină”.
- 9 septembrie: Iorga, Argetoianu, regele și principele moștenitor vizitează „expoziția de Radio.”
- 19 septembrie: Pleacă cu trenul regal spre județul Bacău regele, mama lui și fiul său. Conform președintelui Consiliului de Miniștri, Nicolae Iorga, principele Mihai este trimis la „Borzeștii lui Ștefan-cel-Mare”, în timp ce restul familiei regale și oficialitățile iau parte la dezvelirea Monumentului Cavaleriei din Grozăvești.
- 14 octombrie: Mihai participă la o vânătoare pe domeniul regal Periș; pe lângă tatăl și unchiul său sunt prezenți și principii Frederic de Hohenzollern și Franz Iosif de Hohenzollern-Emden.
- 15 octombrie: Ziua de naștere a regelui. Mihai participă la un dejun acordat de acesta la ora 13:30 (în Castelul Peleș) participanților Conferinței Internaționale Aeronautice, unor membri ai curții și ai guvernului.
- 25 octombrie: Mihai este avansat la gradul de caporal.
- 29 octombrie: Principele Mihai participă împreună cu tatăl, unchiul său, regina Elisabeta a Greciei și primul ministru Nicolae Iorga la aniversarea reginei Maria, la Balcic. Moștenitorul tronului îl întreabă pe savant ce înseamnă cuvântul lingăi, la care acesta răspunde: „Așteaptă câțiva ani și-i va vedea destui și Măria Ta.”
- 2 noiembrie: Vizită la Expoziția de Horticultură din Parcul Carol, în prezența regelui, primului ministru și a ministrului agriculturii, Gheorghe Ionescu-Sisești, care oferă explicații.
- 8 noiembrie: Constantin Argetoianu la rege, la Sinaia, în legătură cu chestiunea falsificării registrului stării civile în cazul căsătoriei principelui Nicolae. Felicitări pentru onomastica principele Mihai oferite regelui.
- 26 noiembrie: Institutorul C. Ionescu din Sinaia este delegat ca dascăl al principelui moștenitor.
- 3 decembrie: Regele și fiul său vizitează Muzeul Municipal din Calea Victoriei.
- 10 decembrie: Ceremonie de depunere a jurământului de către elevii școlilor militare din București, la care principele moștenitor participă împreună cu tatăl său și ministrul Constantin Ștefănescu-Amza.
- 20 decembrie: Carol și Mihai pornesc cu trenul regal spre Segarcea, ca să participe la o vânătoare. Se întorc pe 22 decembrie la București, fiind întâmpinați de guvern.

1932
- 6 ianuarie: În jurul orei 11, în Biserica Zlătari de pe Calea Victoriei este oficiată slujba de Bobotează, la care participă regele Carol al II-lea, principele moștenitor Mihai, patriarhul Miron Cristea și președintele Consiliului de Miniștri, Nicolae Iorga, împreună cu membrii guvernului său și alți demnitari. După slujbă se formează un cortegiu care pornește până la Dâmbovița, unde conform obiceiului, o cruce este aruncată în apă, pentru ca mai mulți tineri să încerce să o scoată înotând. După aceea, cortegiul se întoarce la biserică, unde regele și principele asistă la defilări de drapele și trupe, întorcându-se la 12:15 la Palatul Regal.
- 17 februarie: Prin intermedierea lui Constantin Argetoianu, ministrul de finanțe, se ajunge la o primă înțelegere între principesa Elena și regele Carol al II-lea.
- 5 martie: Regele primește în audiență mai mulți ofițeri superiori și îi invită la dejun; Mihai este prezent.
- 10 martie: Mihai vizitează Fabrica de Timbre.
- 17 martie: Mihai vizitează Banca Națională, fiind condus de guvernatorul Constantin Angelescu.
- 20 martie: Principele moștenitor ascultă împreună cu tatăl său la slujba de la Biserica Sf. Spiridon.
- 23 martie: Mihai vizitează Imprimeria Națională și Imprimeria Centrală.
- 11 aprilie: Premierul Nicolae Iorga dejunează la Palatul Regal cu principele Mihai și Kunzl Jezerski, ministrul Cehoslovaciei la București.
- 16 aprilie: Un incendiu puternic a cuprins Castelul Foișor.
- 17 aprilie: Mihai ia parte la o vânătoare de porci mistreți și sitari pe domeniile Scroviște și Peleș, împreună cu tatăl său și alte persoane.
- 19 aprilie: Vizită a regelui și principelui moștenitor la bazarul atelierelor școlare.
- 21 aprilie: Mihai este la celebrarea centenarului Eforiei Spitalelor Civile, alături de tatăl său și președintele Consiliului de Miniștri.
- 30 aprilie: La miezul nopții, Carol și Mihai au sosit la Catedrala Patriarhală, pentru a participa la slujba de înviere, fiind întâmpinați de Iorga și alți demnitari. După slujbă s-au întors la Palatul Regal, ciocnind ouă roșii cu invitații, în Sala de Recepție.
- 10 mai: Celebrarea zilei naționale, Mihai alături de tatăl său la slujba de la patriarhie. Apoi defilare militară, condusă de rege și moștenitor, ambii călare, în fruntea militarilor, dinspre Calea Victoriei spre Șosea.
- 17 mai: Principele Mihai vizitează Expoziția Laptelui din Piața Brătianu.
- 23 mai: În timpul nopții Carol și Mihai ajung în Brăila, fiind întâmpinați dimineața de autoritățile locale.
- 24 mai: Vizită la Sulina, la serbarea a 50 de ani de existență a Comisiei Europene a Dunării.
- 26 mai: Cei doi sunt întâmpinați la întoarcerea în București de șeful guvernului.
- 6 iunie: Regele Carol și principele Mihai la inaugurarea Cazărmii Gardienilor Publici din București.
- 25 iunie: Examenul de absolvire a ciclului primar de către fostul suveran.
- 19 iulie: Mihai și tatăl său la Aerodromul Pipera cu ocazia Zilei Aviației.
- 22 iulie: Regele Carol și principele Mihai sunt în vizită la săpăturile arheologice din comuna Vidra (din județul Ilfov). Seara are loc o demonstrație de tancuri pe câmpul de la Plumbuita.
- 24 iulie: Mihai intră în cercetășie, la Lacul Dumbrava, din apropierea Sibiului.
- 15 august: Se naște în străinătate arhiducele Ștefan, fiul principesei Ileana.În timpul războiului mondial dictatorul Ion Antonescu va amenința partida regală cu posibilitatea înlocuirii lui Mihai cu arhiducele Ștefan.
- 22 august: Vizită a principelui la Mânăstirea Nămăești din județul Argeș.
- 28 august: Mihai asistă la inaugurarea stadionului Batalionului 4 Vânători de Munte.
- 14 septembrie: Regele și fiul său pleacă la Timișoara, pentru o vânătoare.
- 21 septembrie: Principele Mihai ajunge la Paris, în cadrul călătoriei la Londra, unde își va întâlni mama.
- 14 octombrie: În timp ce Mihai se întâlnește la Viena cu Raoul Bossy, președintele Consiliului de Miniștri Alexandru Vaida-Voievod își depune demisia întrucât Iuliu Maniu, Ion Mihalache și Nicolae Titulescu sunt împotriva tratativelor sale pentru un pact de neagresiune cu Uniunea Sovietică; însă o păstrează ascunsă până pe 17 octombrie.
- 16 octombrie: Mihai sosește în țară și e întâmpinat de Vaida-Voievod. Masă cu Maniu și noul guvern, Titulescu și regele Carol.
- 17 octombrie: Este depusă oficial demisia lui Vaida.
- 24 octombrie: Ceremonia deschiderii cursului secundar al principelui Mihai.
- 25 octombrie: Ziua voievodului se serbează pe 8 noiembrie, ziua onomastică, întrucât Carol dorește ca principesa Elena să nu participe.
- 27 octombrie: Principele Mihai vine de la Sinaia pentru a o vedea pe mama sa.
- 1 noiembrie: Este semnată o convenție între guvernul Iuliu Maniu și principesa Elena, care va reglementa pentru următorii 8 ani relațiile dintre mamă și fiu: dacă Elena nu petrece cele 6 luni pe an în țară (care îi sunt permise cu agrementul guvernului), ea va putea primi vizita fiului ei în Elveția, timp de două luni. Lista civilă este stabilită la 7 milioane de lei, plătibile direct de către ministerul de finanțe. Mai primește 8 milioane din vânzarea Palatului de la Mamaia.
- 2 noiembrie: Principesa Elena părăsește țara, neavând să se întoarcă până în septembrie 1940. Principele Mihai pleacă de la Sinaia la București pentru a-și lua rămas bun de la ea.
- 8 noiembrie: Principele Mihai primește de ziua sa un Ford, de la tatăl său.
- 15 noiembrie: Carol și Mihai își reiau reședința la București.
- 1 decembrie: Mihai participă la sărbătorirea unirii, la Teatrul Național din București, manifestare organizată de Societatea Astra.
- decembrie: Mihai devine cavaler de Malta, printr-un decret al tatălui său.

1933
- 14 ianuarie: Se anunță înființarea Școlii Palatine, organizată de colonelul Traian Grigorescu. Soluția aleasă de Carol, pentru a evita metoda învechită a perceptorului și varianta propusă de mamă, a trimiterii urmașului la internat, în Marea Britanie. În cadrul acestei școli, principele moștenitor trebuie să își cunoască viitorii supuși.
- 23 ianuarie: Vizită a regelui Alexandru și a soției sale, regina Maria a Iugoslaviei, sora regelui Carol. Sunt așteptați la gara din Sinaia de regina Elisabeta a Greciei (sora lui Carol și a Mariei) și Mihai, dejunând în Sala maură a Castelului Peleș.
- 30 ianuarie: Sunt convocați la Palatul Regal viitori colegi ai lui Mihai, care fac cunoștință cu principele moștenitor.
- 12 februarie: Carol și Mihai privesc concursurile militare de schi de la Brașov, pentru a se întoarce seara la București.
- 1 martie: Guvernul Vaida-Voievod pusese în timpul crizei financiare din 1932 în circulație monedele cu efigia lui Mihai. La această dată trebuiau scoase din circulație, însă termenul e prelungit până la 1 aprilie 1933.
- 12 martie: Mihai participă la o serbare la Școala „Silvestru” din București, în prezența ministrului Voicu Nițescu. După-amiaza asistă la matineul Operei Române.
- 6 aprilie: Sărbătoarea Sădirii Pomilor în comuna Pasărea.
- aprilie: Sfârșitul lunii: Vizită în Elveția la principesa Elena.
- 8 mai: Mihai se întoarce la București, unde este așteptat de rege, președintele Consiliului de Miniștri, miniștri, autorități, profesori și opt colegi de clasă. Conduce până la Palatul Regal.
- 19 iunie: Vizită a voievodului cu regele la Uzinele de Vagoane și Locomotive „Malaxa”, de la Halta Titan, în prezența ministrului Mirto, lui Malaxa și directorului Gogu Constantinescu.
- 25 iunie: Mihai și Carol la aniversarea a 50 de ani a Societății de Funcționari.
- 26 iunie: Prima lecție de sinteză a Școlii Palatine: Mihai și colegii ajung în gara Giurgiu, de unde fac o călătorie pe Dunăre cu vaporul Turnu Măgurele, până la Rusciuc.
- 28 iunie: Se sfârșește prima clasă de liceu, călătorie la Ploiești și Hunedoara, a două zi având loc întoarcerea la București.
- 9 iulie: Mihai, Carol, regina Maria și Elisabeta la parastas pentru Ferdinand la curtea de Argeș.
- 15 august: Principele Mihai și regele la Constanța, pentru a sărbători Ziua Marinei, însă principele nu participă din cauză că are rujeolă. Pe 20 august, Argetoianu notează: „Se zice că Regele, oficial bolnav de rujeolă, ca și Voievodul Mihai, ar avea altceva  — o intoxicație de un soi nedeterminat poate alimentară (Pangal).”
- 22 august: Presa anunță că simptomele s-au ameliorat.
- 15 septembrie: Încep cursurile clasei a II-a de liceu, cu încă patru elevi.
- 17 septembrie: Mihai ia parte la ceremonia de deschidere a anului școlar la Liceul Militar „Nicolae Filipescu” de la Mânăstirea Dealu.
- 25 septembrie-26 septembrie: Mihai participă la ceremoniile prilejuite de 50 ani de la începerea construcției Castelului Peleș. Printre altele, are loc dezvelirea statuilor lui Carol și Elisabeta și un concert susținut de George Enescu.
- 27 septembrie: Mihai pleacă la bordul trenului Orient Express în Elveția, pentru a-și întâlni mama.
- 1 noiembrie: Este întâmpinat în Belgrad de mătușa sa, regina Maria a Iugoslaviei.
- 15 noiembrie: Are loc ceremonia de început al anului școlar 1933-1934 al Școlii Palatine, în prezența noului ministru al instrucției publice, Constantin Angelescu.
- 27 decembrie: Mihai pleacă la Florența, la mama sa.

1934
- 17 ianuarie: Întâlnire între Constantin Argetoianu și mareșalul Averescu. Mareșalul susține că regele Carol a uzurpat tronul, întrucât în 1925 renunțase în mod legal. În cazul proclamării lui Mihai din nou, este de părere că ar trebui să fie numit un singur regent. „Nu-mi spune că ar trebui să fie el, dar o gândește.”
- 29 ianuarie: Mihai se întoarce din Italia.
- 27 martie: Vânătoare împreună cu tatăl său la Scroviștea.
- 5 aprilie: Regele și principele moștenitor participă la slujba din joia Paștilor.
- 7 aprilie: Este dejucat un complot condus de locotenent-colonelul Victor Precup. Acesta și un grup de militari plănuiau asasinarea regelui Carol, principelui Mihai, reginei Maria și principelui Nicolae.
- 5 iulie: Sfârșitul clasei a II-a de liceu.
- 12 august: Mihai se întoarce în țară, coborând în gara Bușteni.
- 15 august: Carol și Mihai participă la sărbătorile de Ziua Marinei la Constanța. În prezența lor este dezvelită statuia lui Mihai Eminescu din proximitatea Cazinoului.
- 17 septembrie: Este deschis la Sinaia, în prezența regelui și a ministrului instrucției anul școlar 1934-1935 al Școlii Palatine.
- 21 septembrie: Mihai participă alături de tatăl său și Gheorghe Tătărescu la Expoziția-Târg a Industriei Românești, în Parcul Carol. Vizita se repetă în prezența colegilor săi de clasă, pe 27 septembrie.
- 1 octombrie: Mihai îi așteaptă în Gara Sinaia pe tatăl său și principele de Wied.
- 27 decembrie: Mihai pleacă la Florența, din Gara de Nord. Este însoțit de generalul Condeescu, colonelul Pălăngeanu și Traian Grigorescu.

1935
- ianuarie: La sfârșitul lunii are loc întoarcerea din Italia.
- 15 aprilie: Nicolae Iorga invitat la dejun, la rege. Remarcă despre principe că s-a făcut „un foarte frumos băiat”, dar are aceeași „jenă în vorbire”.
- 25 aprilie: Mihai și Carol la Patriarhie, unde Miron Cristea ține o scurtă slujbă în paraclis.
- 9 mai: Alături de tatăl său și membri ai guvernului, Mihai participă la deschiderea Expoziției Capitale, în Parcul Carol.
- 10 mai:De ziua națională, Carol, Mihai, Nicolae și Elisabeta asistă la paradă, pe platoul cotroceni, în prezența premierului Gheorghe Tătărescu, membrilor guvernului, patriarhului Miron Cristea și altora.
- 18 mai: Mihai și colegii din Școala Palatină participă la o expoziție de icoane (lucrate la Vălenii de Munte) în sediul Ligii Culturale din București. Patriarhul este prezent, iar N. Iorga oferă explicații.
- 31 mai: Vizită a regelui, principelui moștenitor și premierului în Basarabia și Bucovina, cu trenul. La 1 iunie sunt în Hotin, unde –între altele– pun piatra de bază a noului spital județean.
- 2 iunie: Cei trei participă la sfințirea Catedralei din Bălți apoi pornesc spre Chișinău. Oprire în Fălești, unde sunt aclamați de 20.000 de oameni.

| Vizita la Bălți (2 iunie 1935)                                                                                       |
| --- |
| În imagini regele Carol al II-lea, principele Mihai, premierul Tătărăscu, episcopul Visarion Puiu și alți demnitari. |

- 3 iunie: După miezul nopții, trenul ajunge la Chișinău. Participă la slujba oficiată de mitropolitul Gurie. Defilare de trupe, vizită la Facultatea de Agronomie și banchet la Primărie, printre altele. Constantin Argetoianu redă în jurnal mărturia lui Vladimir Cristi, conform căruia regele ar fi avut o atitudine rece față de premier „vorbind tot timpul peste el cu Inculeț sau la dreapta cu Voievodul Mihai și cu Mitropolitul Gurie.”
- 4 iunie: Vizită cu automobilele la Hîncești, în județul Lăpușna, unde vizitează conacul lui Manuc Bey. Înapoiați la 13:30 la Chișinău, vizitează Palatul Pronin, oferit anterior de primărie drept cadou regelui.
- 6 iunie: Aniversare la Băneasa a Zilei Aviației, în prezența principelui moștenitor și a regelui.
- 8 iunie: Ziua Tineretului: 25.000 de străjeri și 10.000 de premilitari și cercetași pe platoul de la Cotroceni, în prezența regelui și a principelui moștenitor.
- 20 iunie: Mihai în vizită la Orăștie.
- 23 iunie: Alexandru Averescu participă la Cluj la o întâlnire a Frontului Constituțional, împotriva tendințelor autoritariste ale lui Carol al II-lea. Afirmă că dinastiile Romanov și Burbon s-au prăbușit din cauza autoritarismului, și că același lucru s-ar putea întâmpla și în România, pentru a aclama la final pe „M[ajestățile]” Elena și Mihai, „viitorul rege al României”.
- 4 iulie: Mihai termină clasa a III-a de liceu.
- 9 iulie: Vizită la Comarnic.
- 12 iulie: La ora 11:00, regele Carol, Mihai și Tătărescu îl primesc în gara din Sinaia pe principele Paul, regentul Iugoslaviei. În următoarele zile, Mihai este decorat cu Virtutea militară iugoslavă.
- 29 iulie, 31 iulie: Vizită în Belgia.
- 9 august: Mihai ajunge în Veneția, unde se întâlnește cu principesa Elena.
- 15 august: Mihai ajunge la Florența.
- 18 septembrie: Constantin Argetoianu consemnează: „Din izvor foarte sigur mi se spune că Voievodul Mihai, deși nu are încă 14 ani împliniți, a fost dat la dame. Aflând acest lucru, Prințesa Elena a protestat cu energie; i s-a răspuns că ramura noastră de Hohenzollerni e precoce și că e mai bine așa, decât cine știe cu ce apucături. Să ne trăiască!”
- 30 septembrie: Încep cursurile celei de-a patra clase de liceu.
- 2 octombrie: Unul dintre vorbitorii la întâlnirea Frontului Constituțional cere schimbarea sistemului de educație al principelui moștenitor.
- 17 octombrie: Înalt Ordin Regal conform căruia ziua principelui Mihai se sărbătorește pe 8 noiembrie.
- 29 octombrie: La Palatul Peleș au loc cu ocazia zilei de naștere a reginei Maria manifestări la care participă familia regală și politicieni.
- 9 decembrie: Iorga are o întâlnire cu regele Carol și principele Mihai.
- 28 decembrie: Lui Mihai îi este conferită Legiunea de onoare în grad de Mare Cruce.

1936
- 1 ianuarie: După ce sărbătoresc la Palatul Regal din București anul nou, Carol și Mihai pleacă la Sinaia.
- 12 ianuarie: Mihai și Carol ajung la Belgrad, apoi Mihai o întâlnește pe mama sa în Elveția.
- 19 februarie: Mihai se întoarce în țară, la București, întâmpinându-l a doua zi pe regele Carol la gară. Regele Carol fusese la înmormântarea suveranului Marii Britanii. Pe 20 februarie i s-a făcut o primire impresionantă; Constantin Argetoianu, care participase, scria: „A fost o sărbătoare a platitudinii. Guvernul a convocat și invitat la gară tot ce a putut, înalți funcționari, deputați, senatori  — și chiar pe noii conducători ai opoziției. [...] Gestul Guvernului, de a primi pe Rege înapoiat de la o înmormântare ca și cum s-ar fi întors victorios dintr-un război (n-a lipsit nici primarul Donescu cu pâinea și sarea) a fost aspru criticat de toată lumea […]”. Au mai fost principesa Elisabeta, Ottescu, Pangal, Mihalache, Madgearu, Ghelmegeanu, Iancu Mitilineu etc.
- 1 martie: Mihai vizitează orașul Giurgiu.
- 16 aprilie: Regele primește în audiență participanții la Congresul Internațional de Științe Istorice de la București, după care aceștia rămân la un ceai, unde în afară de rege sunt și Mihai și Ernest Urdăreanu.
- 23 aprilie: Mihai devine sergent al Armatei Române.
- 2 mai: Mihai și ceilalți elevi de la Școala Palatină participă la o probă practică agricolă pe ferma regașă de la Băneasa, Mihai arând un pogon.
- 8 mai: Elena Lupescu se mută 3 săptămâni la Palatul Regal, în urma manifestărilor antisemite de la Târgu Mureș, Mihai întâlnind-o într-una din zile.
- 9 mai: Expoziția Luna Bucureștiului în Parcul Carol, Mihai în prezența lui Carol, Miron Cristea, primarul Al. G. Donescu, Ion Inculeț.
- 10 mai: Ziua națională, pe platoul de la Cotroceni Carol, Mihai, regina Maria, Elisabeta, Nicolae, principele de Hohenlohe, guvernul și premierul, mareșalul francez Franchet d'Esperey. Martor ocular, Argetoianu scria: «Vreme admirabilă, spectacolul cam același ca anul trecut. În minus: interminabila defilare a școlilor, clasa Prințului Mihai (profesori si elevi) în „bleu ciel”»
- 17 mai: Mihai și colegii săi participă în calitatea de străjeri la exerciții ce au loc între mânăstirile Viforâta și Dealu.
- 26 mai: Mihai și colegii săi vizitează județul Sibiu, aducând un omagiu la mormântul lui Andrei Șaguna, vizitând pe 28 mai județul Vâlcea.
- 6 iunie: După o ceremonie de aniversare a revenirii în țară a lui Carol la Băneasa, acesta, Mihai și Nicolae îi întâmpină pe Eduard Beneș și principele Paul la gara Mogoșoaia. Întorși la Palatul Regal din Calea Victoriei, invitații urmăresc parada militară din tribune special instalate.
- 8 iunie: În timpul unei demonstrații a străjerilor pe platoul Cotroceni, în prezența lui Mihai, se prăbușește tribuna Ministerului Instrucției, ceea ce are drept consecință trei morți și 373 de răniți.
- 10 iunie: Mihai și colegii vizitează mai multe zile Moldova, de la Rădăuți până la Hotin.
- 9 iulie: Mihai este premiant, alături de Mavrus Dan și Mircea Ionnițiu, a doua zi având loc un dejun oferit de rege și serbarea în Parcul Cotroceni.
- 20 septembrie: Serbări la Blaj ale Astrei, la care participă Mihai și Carol.
- 1 octombrie: Deschiderea clasei a V-a a Școlii palatine.
- 16 octombrie: Mihai este avansat plutonier.
- 19 octombrie: Memorialistul C. Argetoianu notează despre o ședință a național-țărăniștilor, unde „Maniu s-a declarat foarte prost impresionat de Voievodul Mihai, care a scos în cursul ceremoniei [la o serbare în Blaj a Astrei, probabil din 20 septembrie 1936, n.m.] o țigaretă din buzunar și a început să fumeze, în prezența ministrului Instrucțiunii. Acesta dedese o circulară ca să oprească elevii de liceu (printre care e înscris și Voievodul) să fumeze.”
- 27 octombrie: Cu jumătate de oră înainte de miezul nopții, Carol și Mihai pleacă într-o vizită oficială în Cehoslovacia, în cadrul încercărilor de-a consolida Mica Înțelegere, întorcându-se în dimineața lui 2 noiembrie în România.
- 26 noiembrie: Vânătoare la Foieni.
- 28 decembrie: Mihai pleacă să-și viziteze mama.

| Anul 1936 |
| --- |
| 6 iunie 1936. Tribuna oficială, de la stânga la dreapta: principele Mihai, președintele cehoslovac Eduard Beneș, regele Carol al II-lea, regentul Paul al Iugoslaviei și principele Nicolae, fratele lui Carol. Regele Carol II și principele moștenitor Mihai la congresul Astrei din 20 septembrie 1936, cu ocazia aniversării a 75 de ani de existență, la Blaj. Sărbătorile de iarnă din 1936. Vicleim. Principele Mihai (costumat în cioban) și colegul său Radion Chiaburu. Fotografie de Iosif Berman. Sărbătorile de iarnă din 1936. Vicleim. Principele Mihai (al patrulea de la stânga) împreună cu colegi din Clasa Palatină. Fotografie de Iosif Berman |

1937
- ianuarie: La Florența Mihai are o criză de apendicită, iar medicul chemat de principesa Elena hotărăște că pacientul trebuie operat de urgență. Însoțitorii principelui cer permisiunea lui Carol, care refuză inițial să o acorde, din neîncredere față de mamă, punând viața fiului său în pericol. Când regele este într-un final convins după o îndelungată discuție telefonică de Nicu Condeescu să achieseze, Mihai este operat fără anestezie, din lipsă de timp.
- 17 martie: Vânătoare la Periș, în prezența Mariei a Iugoslaviei și regelui Carol.
- 18 martie: Vânătoare la domeniul Gherghița cu regele Carol și primaghiotantul Radu Rusescu.
- 22 martie: Vânătoare de sitari cu regele Carol și Rusescu.
- 23 martie: Regele și principele moștenitor pleacă la Sihlea-Râmnicu Sărat, la o altă vânătoare, cu automotorul. A doua zi, vânătoare la Slobozia-Râmnicu Sărat, la invitația lui C. Sutzu, urmată în aceeași zi de întoarcerea la București.
- 25 martie: Masă în familie de Buna Vestire. Prezenți sunt regele Carol, principele Mihai, regina Maria a Iugoslaviei, principesa Elisabeta și principesa Beatrice, sora reginei Maria.
- 29 martie: Regele pune la punct împreună cu Matila Ghyka detaliile vizitei principelui moștenitor în Anglia, unde urma să-și reprezinte tatăl la ceremonia de încoronare a regelui George al VI-lea, programată pentru data de 12 mai 1937.
- 1 aprilie: Vânătoare cu regele în apropierea Bucureștiului.
- 3 aprilie: Principele ia masa la Cotroceni cu regele Carol și regina Maria a Iugoslaviei.
- 13 aprilie: Principele și regele iau masa la regina Maria, la Palatul Cotroceni, apoi vizitează Muzeul „Theodor Aman”.
- 22 aprilie: La Palatul Regal, Mihai și colegii săi dau examenul de comandă străjerească. A doua zi are loc învestirea lui Mihai ca străjer șef de cuib.
- 24 aprilie: Regele și fiul său iau din nou masa la Cotroceni, la regina Maria, aflată într-o recrudescență a bolii de ficat.
- 27 aprilie: Mihai și tatăl său iau parte la slujba deniilor, la Patriarhie. A doua zi iau prânzul la regina Maria, tot la Cotroceni.
- 2 mai: Regele și Mihai pleacă la Sinaia.
- 10 mai: Principele Mihai ajunge la Dover, însoțit de ministrul Radu Irimescu și aghiotantul Preda Fundățeanu.
- 12 mai: Principele asistă la încoronare, în catedrala Westminster Abbey. Regele Carol urmărește ceremonia la radio și notează că Mihai „[a]stăzi nu pricepe norocul său”. Pe 17 mai, Mihai participă la o jamboree a cercetașilor la Ledbury, pe 18 mai la un bal dat de ducele de Southerland în Londra, pe 20 mai la marea revistă navală dela Spithead, făcând după plecarea din Anglia o vizită în Bruxelles la familia regală belgiană.

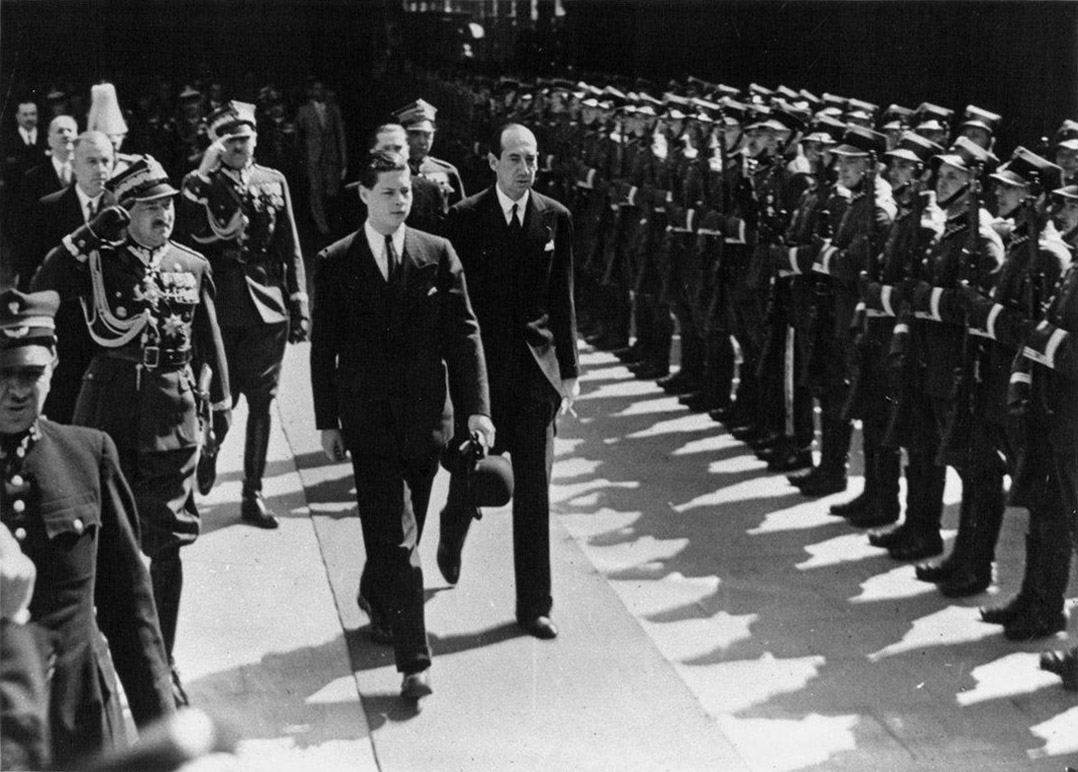
Principele moștenitor Mihai al României, în vizită în Varșovia, 1937, pe drumul de întoarcere de la încoronarea regelui George al VI-lea, 24 mai 1937. Este prezent ministrul de externe al Poloniei, Jozef Beck

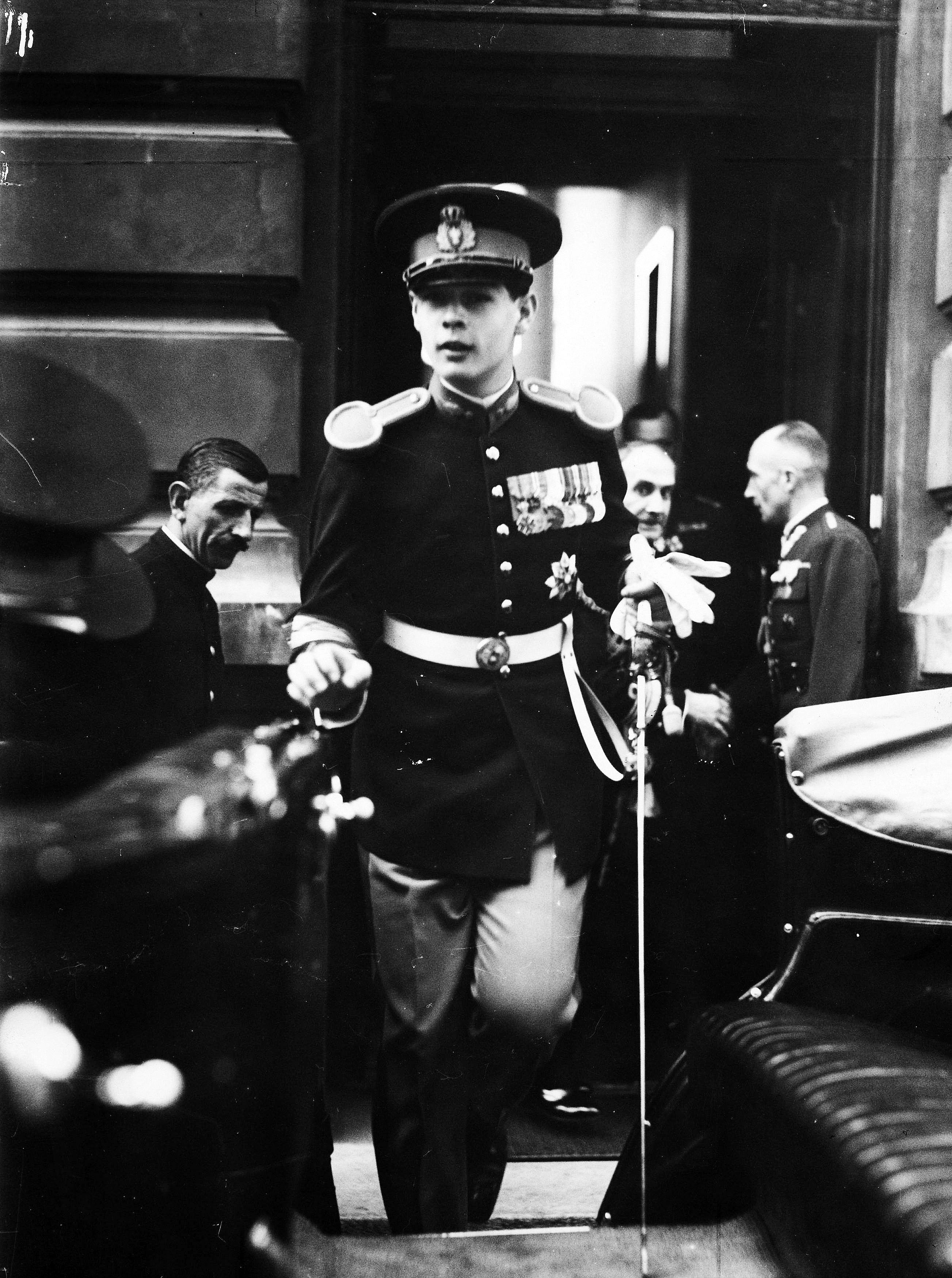
Instantaneu tot din Polonia

- 26 mai: Mihai ajunge după 16:30 la gara Mogoșoaia, întâmpinat de Ernest Urdăreanu și premierul Tătărescu, după ce trecuse prin Germania (în Berlin i se făcuse o primire bună) și Polonia. În Polonia principele moștenitor adresase președintelui țării o invitație oficială din partea regelui Carol al II-lea, rezolvând o problemă diplomatică de prestigiu: fiecare șef de stat nu dorea să fie primul care vizitează țara parteneră.
- 28 mai: Moare în urma unui cancer galopant, Dan Mavros, premiantul Școlii Palatine și prietenul căruia Mihai îi plătise tratamentul în Franța. Înmormântarea are loc pe 30 mai.
- 5 iunie-8 iunie: Serbările Restaurației.
- 7 iunie: Vizita lui Moscicki la București. Mihai este în tribună la o paradă militară care are loc în fața Palatului Regal din București.
- 8 iunie: Serbarea Tineretului.
- 9 iunie: Vizită a regelui, principelui moștenitor și președintelui polonez la Sinaia, la regina Maria, după care înaltul invitat pleacă spre țara sa.
- 26 iunie: Regele și fiul său întorc vizita șefului de stat polonez, fiind conduși și salutați de membrii guvernului român pe gara Mogoșoaia, de unde pleacă la ora 17:30.
- 27 iunie: La Varșovia este organizat un bal. Invitații sunt cazați la Palatul Łazienki.
- 1 iulie: Vizita ia capăt, Carol și Mihai plecând spre România, unde intră a doua zi, prin gara Ghica Vodă.
- 2 iulie: Regele și fiul său coboară la Frasin, unde sunt întâmpinați de Guță Tătărescu și câțiva membri ai guvernului, apoi pleacă cu automobile la Bucșoaia, unde Teofil Sidorovici organizase o sărbătoare a arcașilor.
- 4 iulie: Carol și Mihai ajung în București, la gara Mogoșoaia, primiți de guvern și de patriarhul Miron Cristea. Cortegiul se deplasează la Școala de Ofițeri de Infanterie din Dealul Spirii, unde Mihai este șef de promoție, primind de la Carol tresele de sublocotenent. Paul Angelescu rostește un discurs, primind un răspuns de la Carol.
- 17 iulie: Examen de sfârșit de an al Școlii Palatine.
- 19 iulie: Scurtă vizită a principelui la Sinaia, la regina Maria.
- 23 iulie: Principele ajunge la Florența, la mama lui, întorcându-se pe 14 august, în timp pentru a participa împreună cu tatăl său la Ziua Marinei, pe 15 august.
- 29 august: Anturajul regal (din care făcuse parte și Elena Lupescu) părăsește litoralul pe care își petrecuse vacanța, mergând la Sinaia. Mihai merge la București.
- 30 august: Mihai și Carol urmăresc la Sinaia o competiție de mașini organizată de Automobil Clubul Român.
- 31 august: Cu o zi înainte de aniversarea Elenei Lupescu, regele și fiul său îi fac cadouri și merg în oraș.
- 5 septembrie: Regele și principele moștenitor participă la deschiderea Jocurilor Balcanice de Atletism, pe stadionul ANEF.
- 6 septembrie: Cei doi coboară dimineața din trenul regal la Chișineu Criș, pentru a vânătoare de potârnichi organizată de baronul Anton Mocsonyi. Vânează și următoarele două zile în același loc, pe 9 septembrie vânând la Narău și la Tomnatic (în județul Timiș-Torontal), iar pe 10 septembrie la Corap.
- 11/12 septembrie: Carol și Mihai petrec la Sinaia timp cu Elena Lupescu.
- 22 septembrie-26 septembrie: Carol și Mihai pleacă cu trenul regal către Reghin, la o vânătoare de cerbi. Participă principele Friederich de Hohenzollern, principele Wilhelm de Wied, Halberg von Cramon, Anton Mocsonyi și Radu Rusescu.
- 1 octombrie: Școala palatină începe cursurile clasei a VI-a.
- 6 octombrie: Mihai merge împreună cu tatăl său și cu Friederich de Hohenzollern la Breaza, unde este inspectat Centrul de Instrucție Străjerească.
- 16 octombrie: Este sărbătorită ziua de naștere a lui Carol în Sala de marmură din Castelul Peleș, regele petrecând timp și cu fiul său și cu Elena Lupescu.
- 23 octombrie: Două decrete sunt publicate în Monitorul Oficial; printr-unul principele moștenitor este ridicat la rangul de sublocotenent la 25 octombrie, fiind repartizat la Batalionul I Vânători de Munte. Prin al doilea decret, Mihai este numit adjutant onorific al regelui.
- 25 octombrie: Cu ocazia împlinirii vârstei de 16 ani, conform tradiției din familia regală, Mihai devine ofițer, în gradul de sublocotenent, în regimentul 1 Vânători de Munte. Este organizată de către rege o ceremonie cu tentă propagandistică, fiind invitați oameni de stat și nobili străini (regentul Paul al Iugoslaviei, principele moștenitor Gustav Adolf al Suediei, principele Friederich von Hohenzollern, mareșalul polonez Edward Rydz-Śmigły, generalul francez Joseph Georges, principele Charles al Belgiei, generalul englez Georges Jeffrey, generalul cehoslovac Sirovi, generalul grec Dragos, generalul turc Muhalim Mazlum Iskova), cât și politicieni români (Averescu, Argetoianu), ceremonia fiind filmată. Organizarea propriu-zisă fusese sarcina lui Ernest Urdăreanu. În tribună a asistat și Elena Lupescu.
- 2 noiembrie: Principele Mihai și regele fac o scurtă călătorie de la Sinaia la București, pentru a participa la un dejun de gală organizat de principele Gustav Adolf la legația Suediei.
- 3 noiembrie: După ce îl conduc pe Charles al Belgiei, Mihai pleacă împreună cu tatăl său în Cehoslovacia, pentru a participa la o vânătoare la care îi invitase președintele cehoslovac Eduard Beneș.
- 4 noiembrie: După ce sunt întâmpinați de șeful de stat și de guvernul Cehoslovaciei în gara din Hrusovany sunt găzduiți la Castelul Židlochovice.

| Castelul Židlochovice |
| --------------------- |
|                       |

- 6 noiembrie: Cei doi se întorc în țară.
- 8 noiembrie: Cu ocazia zilei sale de nume primește o copie a buzduganului lui Mihai Viteazul de la locuitorii comunei Stoenești-Muscel.
- 13 noiembrie: Concert la Ateneul Român: Carol al II-lea, principesa Mignon (a Iugoslaviei), Mihai și regina Maria. A doua zi dimineața Carol și Mihai participă la un concert dat la Ateneu de George Enescu.
- 18 noiembrie: Mihai primește mai multe decorații.
- 19 noiembrie: Vizită la două licee: „Regina Maria” și „Mihai Viteazul” din București.
- 22 noiembrie: Dejun la principesa Elisabeta.
- 2 decembrie: Se împlinesc 25 de ani de la crearea Uniunii Federațiilor Sportive din România, ocazie cu care regele și principele moștenitor participă la slujba religioasă de la Biserica Boteanu și apoi la o mare masă dată la Cercul Militar.
- 15 decembrie: Vizită incognito a regelui și principelui Mihai la Uzinele de Armament Cugir.
- 19 decembrie: Întoarcere din Ardeal, cu primire de către guvern și premier.
- 24 decembrie: Mihai și colegii din Școala palatină îl colindă pe rege, apoi cei doi petrec sărbătorile la Sinaia, împreună cu Elena Lupescu, până pe 31 decembrie.

1938
- 4 ianuarie: Principele moștenitor pleacă pe calea apei către Atena, pentru nunta viitorului rege Paul al Greciei cu Frederica de Hanovra. Vasul este grav avariat de o furtună, iar la București se crede că nava s-a scufundat. Memorialistul C. Argetoianu notează că în seara lui 5 ianuarie se răspândesc „vești alarmante” despre crucișătorul (sic!) „Regina Maria” și că la un moment-dat se pierde legătura radiotelegrafică a regelui cu vasul.
- 6 ianuarie: Argetoianu notează în jurnal: „Voievodul Mihai Naufragiatul a sfârșit prin a scapa din valuri și a se înapoia ieri-dimineață [6 ianuarie, n.m.] la Constanța. A sosit tot ieri la amiază în București și a replecat la Atena cu trenul.”
- 8 ianuarie: Lui Mihai i se face „o primire împărătească”. Argetoianu speculează dacă este o dovadă a simpatiei grecilor pentru mama principelui moștenitor sau dorința de a atinge orgoliul lui Carol, susceptibil și gelos chiar pe propriul fiu.
- 9 ianuarie: Principele Mihai reprezintă România la nunta regală. În cadrul cununiei, el ține coroana de aur deasupra capului mirelui. La înapoiere e întâmpinat în gara Mogoșoaia de subsecretarul de stat Gabriel Marinescu.
- 24 ianuarie: Argetoianu notează sarcastic că Mihai a fost decorat de către regele Carol cu Medalia Marinei «fiindcă a vărsat 24 de ore pe crucișătorul (sic!) „Regina Maria”».
- 4 februarie: Intelectualul Al. Tzigara-Samurcaș începe o serie de conferințe pentru Clasa palatină.
- 9 februarie: Într-o vizită la regina Maria, Valentina Argetoianu află că mama regelui Carol și principele Mihai nu în pot suferi pe Ernest Urdăreanu, apropiatul lui Carol.
- 10 februarie: Carol introduce dictatura regală. În noaptea dintre 10 și 11 februarie după miezul nopții, are loc la Palatul Regal depunerea jurământului de către noul guvern condus de patriarhul Miron Cristea. Mihai este prezent: „Regele și Voievodul au stat în picioare în fața Tronului.
- 16 februarie: Recepție la Palatul Regal urmată de un concert. Mihai participă în uniformă.
- 17 februarie: Regina Maria, într-o stare de sănătate precară, este condusă de rege și de principele moștenitor și guvern la gară, urmând să plece în străinătate pentru tratament.
- 27 februarie: Jurământ al guvernului pe noua constituție. Mihai este prezent la ceremonii.
- 21 martie: Constantin Argetoianu notează că a aflat despre un accident de mașină în care a fost implicat principele Mihai și un biciclist. Ziarele care sunt cenzurate curent nu au voie să scrie nimic și Argetoianu, politician apropiat al palatului regal nu reușește să afle detalii, presupunând că accidentul s-a soldat cu moartea biciclistului. Existența evenimentului este confirmată de o fotografie a registrului cenzurii, publicată în 2013 de ziarul Evenimentul zilei.
- 30 martie: Regele convoacă guvernul pentru a anunța remanierea. Mihai este prezent în Palat.
- mai: Funeraliile lui Octavian Goga. Regele și fiul său participă la slujba de la Ateneu, alături de alte oficialități.
- 15 mai: La Mănăstirea Cozia are loc reînhumarea osemintelor lui Mircea cel Bătrân. Alături de Mihai sunt N. Iorga, subsecretarul de stat Nae Popescu și Ioan Lupaș.
- 26 mai: Regele Carol și principele Mihai participă la Ateneul Român la ceremonia de dezvelire a frescei făcute de Costin Petrescu.
- 6 iulie: Ziua aviației este sărbătorită în prezența generalului italian Giuseppe Valle: regele și Mihai participă la manifestații și masa festivă. În aceeași săptămână, regele și fiul său asistă la Băneasa la Concursurile Hipice Internaționale.
- 8–9 iunie: Sărbătorirea restaurației: în prima zi este întreruptă din cauza ploii torențiale. Mihai defilează în fruntea stolul său de străjeri; alături de rege și Sidorovici trece în revistă Straja Țării.
- 11–28 iunie: În a doua jumătate a lunii, Clasa palatină face o excursie de 10 zile prin țară, în Oltenia nord-vestică și Banat.
- 17 iulie: Regele Carol, principele Mihai și principesa Elisabeta o întâmpină pe regina Maria în gara din Sinaia.
- 18 iulie: Moartea reginei Maria, la Castelul Pelișor. Mihai rememorează un eveniment grăitor pentru relațiile cu tatăl său. Aflându-se în momentul morții la Foișor, primește un telefon și aleargă la Pelișor, unde bunica sa se stinsese deja. Ajuns în anticameră, aude o discuție aprinsă între regele Carol și Ernest Urdăreanu, privitoare la comunicatul oficial: Carol insistă ca numele fiului său să nu apară în comunicat printre cei ce-o vegheaseră.
- 21 iulie: Trupul reginei Maria este dus de la Sinaia la București (mai precis, Cotroceni). Din trenul mortuar coboară regele Carol și principii Mihai, Elisabeta, Ileana (cu soțul) și Nicolae și participă la două slujbe, una în gara Cotroceni și cealaltă în palat.
- 24 iulie: Înmormântarea reginei Maria: alaiul pleacă de la Palatul regal până la gara Mogoșoaia, iar de acolo la Mânăstirea Curtea de Argeș.
- 30 iulie: Parastasul de 9 zile al reginei Maria. În cuvintele memorialistului Constantin Argetoianu, la acel moment consilier regal: „Familia Regală era reprezentată numai prin partea masculină: Regele, Voievodul Mihai, Nicolae si Arhiducele Anton, așezați în această ordine. Aveau toți patru capete de pușcăriași, nerase și nespălate. Toți patru priveau urât, dar nu ca oameni îndurerați (îndurerat era numai Zwiedeneck, pierdut în gândurile lui) ci ca oameni cu conștiința neîmpăcată și sfădiți. I-am așteptat în biserică, așa era ordinul. Au venit, au stat, au plecat fără să bage seamă de prezența noastră. În afară de Patriarhul, care le-a ieșit înainte pe treptele bisericii, n-au spus bună ziua nimănui. Așa educație mai rar.”
- 17 octombrie: Carol și Mihai, însoțiti pe principele de Hohenzollern, pleacă la manevre militare în regiunea Galați.
- 29 octombrie: Regele Carol și principele Mihai se îmbarcă la Constanța pe vasul „Regina Maria”, transportând cu ei inima reginei până la Balcic, unde este depusă într-o casetă de marmură, în Capela Stella Maris din Castelul Tenha-Juvah.
- 16 decembrie: Constantin Argetoianu notează că iahtul comandat de orașul București în Marea Britanie a ajuns la Istanbul, fiind luat în primire de marina română.

1939
- 17 ianuarie: Constantin Argetoianu consemnează: „După ce Regele a decorat pe demnitarii germani, în perioada de dragoste, Guvernul Reichului a hotărât să decoreze cu ordinul nemțesc pe Voievodul Mihai; decretul a întârziat însă, și a intervenit uciderea lui Codreanu. După acest eveniment, Cancelaria germană a socotit că decorarea Prințului român nu mai putea apărea în ziarele nemțești, și a renunțat să-i mai dea curs. În consecință, (??) s-a hotărât și restituirea decorațiilor românești... Regele a fost foarte afectat de acest gest, si tot ce s-a putut obține de la Berlin a fost să nu se dea publicitate gestului ofensator […]”
- 21 ianuarie: Parastas de 6 luni pentru regina Maria, la Curtea de Argeș. În opinia martorului Argetoianu: „Impresionantă, indiferența asistenței, începând cu familia Regală (Regele, Elisabeta, Voievodul Mihai) pentru o femeie care a însemnat ceva în țara aceasta și abia s-a dus... La înălțimea momentului n-a fost decât Elena Perticari [...]”
- 27 februarie: Regele Carol și principele Mihai primesc defilarea cu ocazia aniversării a unui an de la promulgarea Constituției Carol II. În fruntea coloanei sunt Constantin Argetoianu, Armand Călinescu și Alexandru Vaida-Voevod.
- 17 martie: Dejun al lui Argetoianu la Clodius, în care politicianul român îl sfătuiește pe diplomatul german să fie rezolvată problema decorării voievodului Mihai.
- 5 aprilie: Mihai îl însoțește pe rege, pe apropiatul Urdăreanu și pe premierul Călinescu în inspecția trupelor din vestul țării.
- 10 mai: Universul publică știrea că Mihai a fost decorat cu Ordinul „Vulturul german” în grad de mare cruce.
- 14 mai: Ziarele publică două scrisori autografe, în care regele Carol și principele moștenitor Mihai donează 5 milioane, respectiv 500.000 de lei pentru apărarea națională.
- 8 iunie: Mihai participă la aniversarea „restaurației”. La dejunul oferit la palat, Mihai este plasat la stânga regelui, la dreapta fiind Paul al Iugoslaviei, prezenți fiind consilierii regali, guvernul și membrii misiunilor străine.
- 9 iunie: Guvernul, regele Carol, principele Mihai și principele Paul iau parte la o recepție la reprezentanța Greciei la București.
- 27 iunie: Mihai participă alături de tatăl său la masa anuală a Jockey-Clubului din România.
- 27 iulie: Carol pleacă cu iahtul Luceafărul și îl ia pe Mihai de la Istanbul, cei doi petrecând câteva zile de odihnă în croazieră.
- 1 septembrie: Începutul Războiului Mondial, precedat de actul Ribbentrop-Molotov din 23 august 1939, al cărui protocol secret avea consecințe dezastruoase pentru România, lăsând parte a regatului în sfera de influență a URSS.
- 25 octombrie: Principele moștenitor Mihai împlinește 18 ani, deci devine major și, în consecință, senator de drept. Regele Carol hotărăște ca aniversarea să nu fie serbată public. Premierul Constantin Argetoianu îl felicită în numele guvernului și îi oferă două jaduri în valoare de 75.000 de lei.
- 8 noiembrie: La Biserica Patriarhală are loc un Te Deum.
- 25 noiembrie: Ceremonia de primire în Senat. Mihai și președintele instituției, Constantin Argetoianu, țin câte o cuvântare, apoi Mihai jură credință regelui Carol al II-lea, că va apăra constituția, legile, unitatea și integritatea țării. Noi discursuri ale lui Mihai, Argetoianu și discurs al șefului proaspăt alesului guvern, Tătărescu.
- 6 decembrie: Regele Carol al II-lea, principele Mihai, consilieri regali și miniștri participă la semicentenarul Școlii Superioare de Război.

1940
- 6 ianuarie: Călătorie de bobotează la Chișinău, a regelui Carol al II-lea împreună cu principele moștenitor.
- 13 ianuarie: C. Argetoianu consemnează că Mihai a donat diurna de senator pe lunile decembrie și ianuarie pentru înzestrarea armatei.
- 18 februarie: C Argetoianu consemnează că regele „a subscris 10 milioane de lei la împrumutul pentru înzestrare; Voievodul Mihai - 2 milioane iar personalul Palatului - 2 milioane și 17 mii lei.”
- 2 martie: Bal la Palatul regal, pentru principele Mihai, numai cu băieți și fete de până la 25 de ani, cu excepția regelui Carol și a surorii sale Elisabeta. Argetoianu notează sarcastic: „Să sperăm că pe lumea cealaltă au petrecut și umbrele celor masacrați de Majestata Sa în septembrie...”
- 22 martie: Președintele Senatului, Constantin Argetoianu, însoțit de o delegație, de deplasează acolo pentru a citi Adresa de răspuns la Mesajul Tronului. Mihai, senator de drept de la majorat, ia loc între membrii delegației.

## 1940-1947

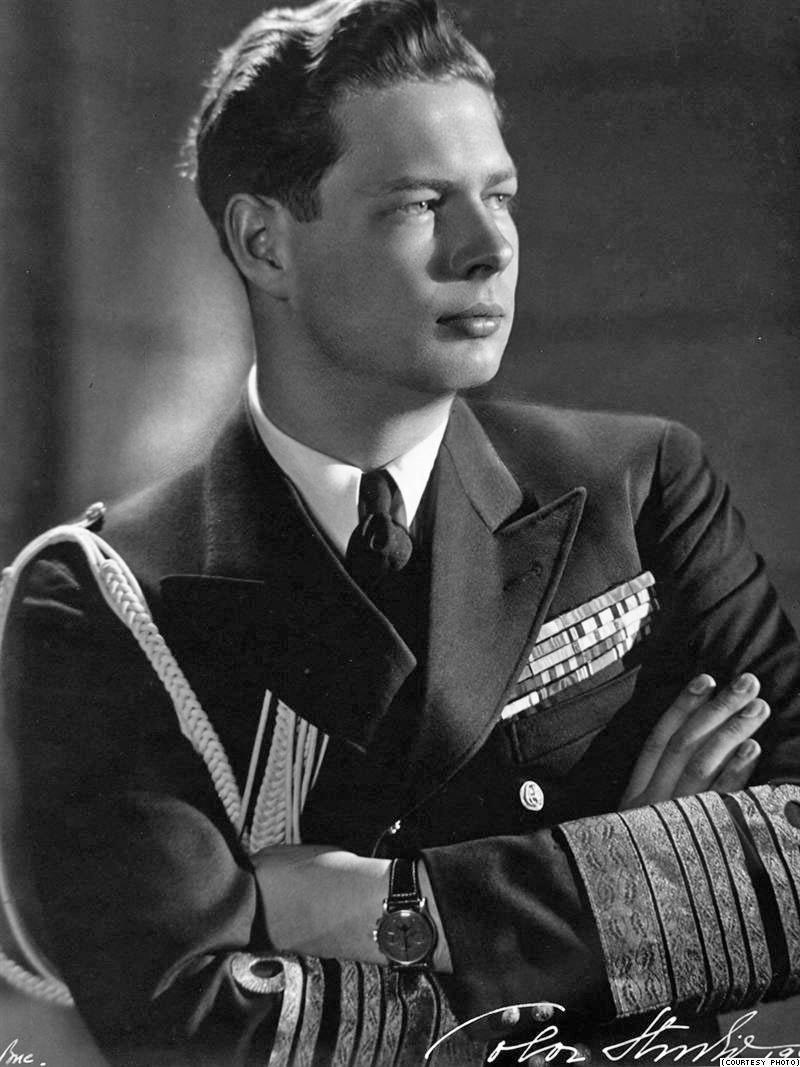
Regele Mihai în uniformă RAF

După pierderile teritoriale din 1940, încheiate cu acceptarea Dictatului de la Viena, popularitatea lui Carol al II-lea este nimicită, întrevăzându-se mișcări de protest, nu în ultimul rând dintre rândurile Mișcării legionare. Carol îl demite pe premierul Ion Gigurtu și îl numește în funcție pe generalul Ion Antonescu, care îi smulge întâi un decret pentru puteri sporite, apoi îl obligă pe monarh să abdice. 
Odată cu abdicarea lui Carol al II-lea, începe a doua perioadă de domnie a regelui Mihai. Inițial este lipsit de orice atribuții și izolat de evenimentele politice, între generalul Antonescu și familia regală crescând o antipatie care se manifestă prin sfidări și ieșiri necontrolate ale generalului, care este însă conștient de potențialul monarhiei ca sursă de legitimitate pentru dictatura sa. 
Cu cât soarta războiului se întoarce, poziția regelui se întărește, culminând cu victoria psihologică prilejuită de înfruntarea ordinului de deportare a baronului Mocsonyi-Styrcea și cu mesajul de Crăciun din 1943, o sfidare a germanilor. Pe parcursul anului 1944 regele are contacte cu liderii partidelor democratice și își asumă în cele din urmă actul de la 23 august 1944. Armata roșie invadează țara și nu respectă armistițiul. Cele două guverne ale generalului Sănătescu sunt urmate de Guvernul Nicolae Rădescu, a cărui demisie regele este obligat să o accepte, fiind presat de ruși cu chestiunea retrocedării Transilvaniei de nord-est. Este numit în funcția de președinte al consiliului de miniștri Petru Groza, care devine un aliat de încredere al Moscovei, începând procesul de comunizare forțată a țării, caracterizat de manifestații aranjate, procese staliniste și falsificarea alegerilor. La 30 decembrie 1947 are loc abdicarea regelui, care pleacă pe 3 ianuarie în exil.
1940
- 5 septembrie: Regele Carol îl numește președinte al Consiliului de Miniștri pe generalul Ion Antonescu, un mai vechi dușman al său.
- 6 septembrie:

- După ce stă treaz în noaptea dintre 5 și 6 septembrie, în prezența tatăl său, care se află în preparări de plecare, principele moștenitor se culcă, fiind deșteptat după câteva ore de un telefon, prin care i se cere să vină în sala tronului la ora 10, pentru a depune jurământul de rege.
- Jurământul este depus după o nouă formulă („Jur credință națiunii române. Jur să păzesc cu sfințenie legile statului. Jur să păzesc și să apăr ființa statului și integritatea teritorială a României. Așa să-mi ajute Dumnezeu”), atât verbal cât și în scris, un proces verbal fiind încheiat pe care îl semnează generalul Antonescu, patriarhul Nicodim și D. Gh. Lupu, președintele Înaltei Curți de Casație și Justiție. Antonescu declară foarte sumar: „Dumnezeu să ajute nației, Majestății Voastre și mie.” La această oră, România nu are nici constituție, nici parlament.
- Cutuma ar fi cerut la guvernul să își prezinte demisia ca noul rege să numească un guvern propriu, însă acest obicei este înlocuit cu o reconfirmare de către Mihai a lui Antonescu, printr-un Act asemănător cu cel semnat de Carol cu câteva zile înainte, cu diferența că regele nu mai are dreptul de a încheia tratate, dar îl numește pe premier.
- Antonescu îi telegrafiază principesei Elena să se întoarcă în țară.

- 8 septembrie: Antonescu începe desființarea instituțiilor fostului regim: Straja Țării (în această zi).
- 10 septembrie: Antonescu desființează demnitățile de consilier regal și consilier de Coroană, Partidul Națiunii și gărzile sale.
- 12 septembrie: Raoul Bossy merge la Florența, invitând-o personal pe principesa Elena să se întoarcă în țară, urmând să poarte titlul „Regina mamă” și calificativul „Maiestate”. 
- 14 septembrie: Regele Mihai o întâmpină pe mama sa la granița Jimbolia. La drumul de întoarcere, sunt aclamați în fiecare stație până la București. Decret prin care magistrații jură credință „națiunei, regelui și conducătorului statului”. România este declarată prin decret regal stat național-legionar și se formează noul guvern. Regele este avansat în această zi la gradul de general de divizie.
- 15 septembrie: Te Deum la Patriarhie, în compania generalului Antonescu, regele și regina mamă fiind aclamați de mulțime.
- 25 septembrie: La insistențele generalului Antonescu, regele și regina mamă sunt nevoiți să se plimbe cu el pe Calea Victoriei și să mănânce icre negre într-un stabiliment, gesturi atipice familiei regale românești. Conform biografului Gould Lee, „[r]egina Elena a suportat scena cu o politețe afectată și glacială, în timp ce regele Mihai nu și-a dat osteneala să ascundă faptul că nu-i făcea plăcere.”
- 30 septembrie: Statul îl cheamă în judecată pe Carol al II-lea, întrucât statul ar fi fost păgubit cu 150 de milioane de lei prin transferul de devize în străinătate la plecarea fostului rege.  În aceeași zi, sunt puși sub arest la domiciliu, întrucât urmează a fi anchetați, următorii demnitari ai regimului Carol al II-lea: generalii Argeșanu, Bengliu, Marinescu, Ilcuș, Țenescu, politicienii Guță Tătărescu, Victor Iamandi, Teofil Sidorovici, Mihai Ghelmegeanu și alții. Toate măsurile demarate de Antonescu împotriva lui Carol și a demnitarilor săi au scopul de a compromite monarhia.
- 10 octombrie: Trupele germane intră în România, motivul de fațadă fiind a instrui armata română. 
- 25 octombrie: Vizită a regelui Mihai, a mamei sale și a premierului la Spitalul Colțea. Regele donează eforiei 200.000 de lei, iar Antonescu 100.000 de lei.
- 5 noiembrie: Argetoianu consemnează o anecdotă relatată lui de însuși Otetelișanu: «Regele continuă să învețe. Profesori universitari îi fac cursuri. Cum e însă Rege și major, buletinul Casei Regale nu vorbește „de lecții”, ci de audiențe.
Joia trecută, a fost rândul lui Alexandru Otetelișanu. Regele l-a întrebat ce este Suveranitatea unui Stat și după lămuririle primite a continuat: Domnule profesor, cum rămâne cu Suveranitatea unui Stat, când e ocupat de trupe străine, chiar venite fără intenții inamicale?” Și cum Otetelișanu se cam încurca în răspunsul său, Regele l-a întrerupt: Domnule profesor, m-am gândit la... Danemarca!” Și noi care credeam că Mihăiță nu e deștept!»
- 8 noiembrie: Mihai este obligat să își petreacă ziua de naștere într-o manifestare legionară la Iași.
- 10 noiembrie: Are loc unul dintre cele mai catastrofale cutremure înregistrate în istoria României.
- 16 noiembrie: Regele Mihai vizitează două dintre orașele cele mai afectate de cutremur Mizil și Buzău.
- 23 noiembrie: România aderă la Pactul tripartit. Schimburi de telegrame ale regelui cu Hitler și regele Italiei.
- 27 noiembrie: În noapte dintre 26 și 27 noiembrie are loc Masacrul de la Jilava, a doua zi asasinarea lui Virgil Madgearu și a lui Nicolae Iorga.
- 30 noiembrie: Regele Mihai este reprezentat la funeraliile naționale ale lui Zelea Codreanu.
- decembrie: Cu ocazia sărbătorilor de Crăciun, are loc în organizarea guvernului o serbare pentru misiunea germană, la care participă regele și regina mamă.

1941
- 7 ianuarie: Antonescu are o discuție violentă cu Sima, după ce relațiile se deterioraseră până la sfârșitul anului precedent.
- 10 ianuarie: Regele îl decorează pe Sima cu Steaua României.
- 20 ianuarie: Legionarii manifestează în favoarea regelui în Piața Palatului, cântând imnul regal și scandând lozinci.
- 23 ianuarie: În 21 ianuarie izbucnește Rebeliunea legionară, regele fiind la Sinaia. Două zile mai târziu, Mircea Tomescu, un ofițer simpatizant legionar, care fusese detașat chiar de Antonescu în serviciul Casei regale, îi sugerează suveranului că medierea sa este necesară în conflictul dintre guvern și legionari. Regele pornește spre București, însă este umilit de Antonescu pentru că este oprit de forțele guvernamentale la Câmpina și obligat să se întoarcă la Sinaia.
- 26 ianuarie: Antonescu se folosește din nou de numele regelui, îndemnând populația să facă zid lângă regele țării. La rândul său, regele Mihai donează 500.000 de lei pentru familiile ostașilor uciși în confruntarea cu legionarii și îi decorează pe acești soldați cu Insigna Bravurei, până la capătul lunii.

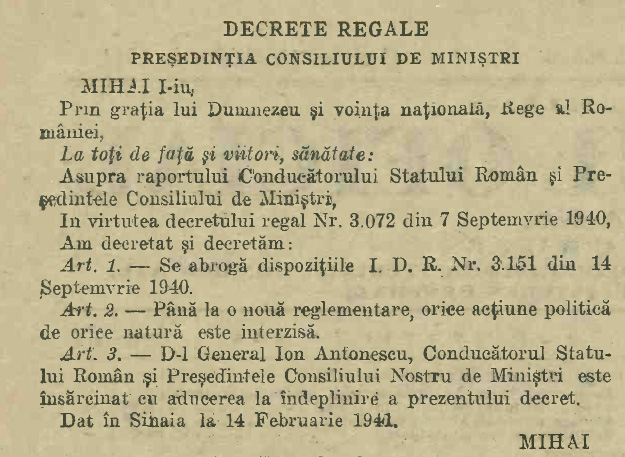
Decretul regal din 14 februarie 1941. Publicat în Monitorul Oficial nr. 39/1941

- 27 ianuarie: Antonescu formează un nou guvern de militari, fără consultarea regelui.
- 15 februarie: Este publicat decretul regal semnat pe 14 februarie prin care este abrogat statul național legionar.
- 9 mai: Regele, în prezența lui Antonescu și a intelectualului Tzigara Samurcaș citește un discurs la Fundația Carol I.
- 10 mai: Regele participă la parada militară de ziua națională, sosind cu Antonescu într-o mașină decapotată, în picioare, „à la Hitler”. Dintre foștii prim-miniștri participă Ion Gigurtu și Argetoianu. Generalul Antonescu anunță în ultimul discurs că regele a fost înaintat la gradul de mareșal. Bastonul îi este înmânat de Antonescu.
- 15 mai: Regele Mihai prezidează la o sesiune comemorativă solemnă a Academiei Române, dedicată lui Nicolae Iorga, asasinat în noiembrie 1940 de legionari. În cuvântarea lui scurtă, nu spune nimic despre Iorga.
- 1 iunie: Regele, mama sa și premierul participă la Derby-ul de la Băneasa, fiind întâmpinați de Constantin Argetoianu. De asemenea prezenți Alexandru Rioșanu și câțiva miniștri. În cuvintele boierului de la Breasta: „Regele Mihai s-a mai subțiat puțin, ca fizic; partea de sus a feței începe să semene teribil cu a tatălui său... S-a mai subțiat ca fizic, și ceva-ceva e în progres și ca „moral”, dar e încă tare bleg. Când a apărut în tribună, mulțimea  — imensă, cum n-am mai văzut la un Derby  — a început să aplaude, dar la calda manifestare a publicului n-a răspuns nici măcar cu un salut...”
- 20 iulie: Parastas la Bran pentru regina Maria și regele Ferdinand, la biserica de lemn adusă de Maria de la Lueș. Participă regele, mama sa și mătușa lui, principesa Ileana.
- 22 iunie: Este declanșată Operațiunea Barbarossa, invazia de către Germania nazistă și aliații săi a Uniunii Sovietice. Antonescu dă faimosul ordin „Ostași, Vă ordon: Treceți Prutul!”, publicându-se două documente: o proclamație către țară a generalului Antonescu și ordinul său de zi către armată, la elaborarea ambelor documente regele Mihai nefiind implicat. Asupra declarării războiului, regele nu a fost informat în prealabil de Ion Antonescu. Asupra modului cum i-au parvenit indirect informația, declarațiile sale diferă.
- 24 iunie: Ziarul Universul publică o telegramă a regelui către Antonescu: „În clipa când trupele noastre trec Prutul și codrii Bucovinei pentru a reîntregi sfânta țară a Moldovei lui Ștefan cel Mare, gândul se îndreaptă către domnia voastră domnule general, și către ostașii țării”.
- 9-10 iulie: Regele îl însoțește pe dictator pe front, după ce fusese convocat de urgență de către acesta, în seara zilei de 8 iulie.
- 24 iulie: Regele vizitează împreună cu Antonescu orașul Cernăuți, „capitala” Bucovinei recuperate.
- 21 august: Regele semnează decretul prin care Antonescu e ridicat la gradul de mareșal. Ridicarea lui Antonescu la acest grad suprem este și explicația faptului că regele a fost avansat în mai: Antonescu nu putea fi mareșal, dacă șeful oștirii (regele) rămânea la gradul de general.
- 23 august: Regele Mihai vizitează Tiraspolul.
- 2 septembrie: Argetoianu consemnează că Principele Franz Josef de Hohenzollern, comandor al Marinei românești „à la suite” a fost înaintat la gradul de contraamiral, iar nepotul lui Friedrich Wilhelm a fost numit sublocotenent „à la suite” la Vânătorii de munte.
- 3 octombrie: Soții Argetoianu participă la un dineu intim la Casa nouă. Argetoianu despre rege: Regele Mihai în progres: glasul mai subțiat, trupul mai zvelt și din când în când mai spune câte un cuvânt și râde!”
- 26 octombrie: Regele Mihai și mama sa în vizită la Segarcea (unde inaugurează un dispensar) și Craiova (respectiv vizitează răniții).
- 8 noiembrie: Defilări de trupe la Arcul de Triumf în fața regelui Mihai și președintelui Consiliului de Miniștri. Șoseaua Kiseleff este redenumită Bulevardul Regele Mihai I. În momentul acestei manifestări organizate de Antonescu, Odesa este cucerită iar opinia publică percepe contribuția României la război a fi ajuns la capăt.
- 15 noiembrie: Regele Mihai deschide anul academic, la Facultatea de Drept a Universității din București.
- 26 noiembrie: Regele Mihai și regina mamă Elena pleacă în Italia. Mihai Antonescu aranjează o întâlnire cu Hitler, în ciuda faptului că vizita fusese particulară. Întâlnirea regelui cu conducătorul german este un eșec.
- 9 decembrie: Un comunicat anunță că regele și mama sa au ajuns pe 7 decembrie la Roma, făcând a doua zi o vizită particulară papei.

1942
- 1 ianuarie: Ordin de zi al regelui Mihai către armată. După slujba de la patriarhie, la care participă regele, mama sa, Ion și Mihai Antonescu și tot guvernul, are loc recepția tradițională la palat, unde regele răspunde prin două discursuri la cuvântările lui Mihai Antonescu și nunțiului papal Cassulo.
- 7 ianuarie: Regele Mihai vizitează Spitalul de răniți Z.I 345 și distribuie 100 de decorații. 
- 17 ianuarie: Memorialistul Argetoianu consemnează că regele a fost 4 zile la vânătoare și a distribuit iepurii și fazanii împușcați spitalelor militare din capitală.
- 24 ianuarie: Cu ocazia recepției pentru cavalerii Ordinului Ferdinand I la Palatul Regal, regele Mihai încheie o înțelegere confidențială cu Iuliu Maniu, Dinu Brătianu și Constantin Titel Petrescu pentru „scoaterea României din războiul de peste Nistru și atașarea ei la puterile occidentale aliate, în victoria cărora se credea”, cum avea să formuleze într-un mesaj din august 1993 fostul suveran. Din acest moment, are loc o colaborare continuă (dar clandestină) a lui Maniu cu Casa Regală.
- 4 februarie: Regele Mihai îl primește pe ministrul Croației la București, Branco Bezon, din partea lui Ante Pavelić. Regele declară: „raporturile dintre țările noastre [...] se vor strânge din ce în ce în atmosfera de dreptate și libertate a Europei noi.”
- 6 martie: Argetoianu consemnează știrea că Toto Rosetti-Solescu a fost numit mareșal al Curții regale.
- 23 martie: Argetoianu consemnează că Ion Mocsonyi-Stryrcea va fi numit secretar particular al regelui Mihai.
- 29 martie: Argetoianu consemnează că noii recruți depun jurământul. Regimentul de Escortă Regală depune jurământul față de regele Mihai, la Sinaia.
- 2 aprilie: Argetoianu consemnează că regele Mihai și Ion Antonescu și mare parte din guvern au asistat la o expoziție unde sunt prezentate planurile pentru refacerea liceului militar de la Mânăstirea Dealu, clădire ce fusese distrusă de cutremurul din 1940.
- 3 aprilie: Cu ocazia Paștelui, regele Mihai, regina mamă Elena, Mihai Antonescu și guvernul seara la prohod, la Patriarhie. Ion Antonescu e absent. 
- 4 aprilie: Și a doua zi, aceleași persoane participă la Slujba de Înviere, Mihai Antonescu ținând un discurs.
- 12 aprilie: La multe zile după Paști, în ziare este tipărit mesajul trimis din mijlocul trupelor de mareșal regelui, memorialistul C. Argetoianu notând că lumea se întreabă dacă este un semn de neglijență sau dispreț față de monarh.
- 20 aprilie: Anton Mocsonyi intenționează să-i recomande regelui să-și retragă președinția onorifică a Automobil-Clubului, în urma unui scandal.
- 23 aprilie: De Sfântul Gheorghe, regele și regina mamă participă la Sibiu la serbarea Cavaleriei, iar apoi depun la Avrig o coroană în memoria lui Gheorghe Lazăr. 
- 29 aprilie: Regele participă la Sala Aro la difuzarea filmului „Războiul nostru sfânt”. 
- 7 mai: Argetoianu consemnează că regele a donat 3 milioane de lei pentru persoanele afectate de inundații, iar regina Elena 500.000.
- 10 mai: Ziua națională, conform discursului mareșalului Antonescu, cu un plus de fast pentru a fi restabilită onoarea statului român.
- 12 mai: Argetoianu notează că Jacques Vergotti a fost exoflisit din slujba palatului, întrucât și-ar fi descoperit vocația de Ernest Urdăreanu (intrigant).
- 18 mai: Argetoianu consemnează că președintele Republicii Finlandeze a fost decorat în numele regelui cu colanul Ordinului Carol I.
- 29 mai: Argetoianu notează că în procesele de recuperare a averii lui Carol al II-lea inițiate de regimul Antonescu, mareșalul dorește să fie recuperat mai mult decât a fost stabilit prin decizia Comisiei Prezidențiale a Curții de Casație, acest lucru însemnând ca regale Mihai să returneze ultimele bunuri ce-I rămăseseră de la tatăl său, ferma de la Băneasa și hergheliile de acolo. 
- 7 iunie: Are loc Derby-ul ținut de Jockey Club, în prezența regelui, mamei sale, lui Constantin Argetoianu, ministrului Pană, în absența Antoneștilor. Regele răspunde aclamațiilor cu salutul roman.
- 11 iunie: Argetoianu notează că Mihai și Elena își iau reședința la Sinaia, după cum anunță un comunicat oficial. 
- 13 iunie: Argetoianu notează că regele Mihai a fost decorat de președintele Finlandei cu Ordinul „Trandafirul Alb”.
- 16 iunie: Argetoianu notează că regele Mihai l-a decorat cu Ordinul Carol I pe Ante Pavelici, ucigașul unchiului său, regele Alexandru al Iugoslaviei.
- 21 iunie: Argetoianu notează că Mihail Jora a fost invitat de regele Mihai pentru două luni la Peleș, pentru a-i da lecții de contrapunct și armonie. Regele participă la sfințirea unei troițe la Regimentul de Gardă Călare, în memoria celor căzuți.
- 22 iunie: Se aniversează începutul războiului împotriva URSS, Bucureștii fiind placați cu portrete ale lui Mihai, alături de portrete ale unor Hitler, Mussolini și Antonescu.
- 20 iulie: Mihai participă la o manifestare la Mânăstirea Curtea de Argeș, în memoria regelui Ferdinand și a soției sale. Sunt de asemenea prezenți Antoneștii.
- 26 iulie: Argetoianu notează că regele a vizitat Centrul de instrucție de la Breaza.
- 30 iulie: Regele Mihai vizitează frontul, împreună cu Mihai Antonescu, deplasându-se și întorcându-se (pe 3 august) cu avionul. Când ajunge pe 30 iulie pe aeroportul Băneasa, regele este exasperat de prezența unui veritabil aparat de propagandă, constând din ofițeri, ziariști și cineaști germani. Este vizitat orașul Sevastopol; ziarul Universul publică materiale până la capătul lui august.
- 14 august: Ziarele anunță că Ionel Mocsonyi-Styrcea este numit mareșal al Curții Regale.
- 6 septembrie: Se împlinesc doi ani de la venirea la domnie a regelui Mihai, prilej pentru Ion Antonescu de a da o proclamație către poporul român.
- 19 octombrie: Regele și regina mamă îi au invitați la dejun la Castelul Foișor pe Constantin și Valentina Argetoianu. La dejun participă și Nelly Catargi, aghiotantul Olteanu, colegul Mircea Ionnițiu: „supriza (sic!) zilei a fost Regele Mihai: a vorbit, și a vorbit încă mult. E în plin progres și începe să i se deschidă mintea bine de tot. M-a suprins (sic!) plăcut. Nu numai că a vorbit, dar înainte de dejun m-a luat în cabinetul său […] și mi-a cerut părerea asupra situațiunii. Părea foarte îngrijorat și judeca lucrurile cu bun simț.” Se vorbește despre situația internă și atitudinea pe care ar trebui să o adopte regele față de ea, cât și despre posibili înlocuitori pentru Antonescu, deși Argetoianu rămâne cu impresia că regele ar pregăti ceva.
- 31 octombrie: Regele și mama sa participă alături de Mihai Antonescu și guvern (fără Ion Antonescu) la inaugurarea Turnului dezrobirii din Chișinău, a unui cimitir militar și a catedralei ce fusese distrusă de bolșevici.
- 1 noiembrie: În aceeași constelație ca în ziua precedentă, are loc deschiderea „Expoziției Bucovinei reîntregite”.
- 8 noiembrie: De ziua sa, presa publică articole cu portretul regelui.
- 19 noiembrie: În Bătălia de la Stalingrad, începută în 4 septembrie 1942, Armata Roșie declanșează o contraofensivă intensivă care are drept conecință încercuirea până la 11 decembrie a unităților germane și române.
- 31 decembrie: Urarea de Anul Nou a regelui Mihai, cu pronunțată nuanță pacifistă și antigermană, o sfidare a Germaniei naziste: „Urarea ce fac cu acest prilej poporului meu, căruia istoria i-a hărăzit până acum atâtea suferințe, întretăiate doar de rare luminișuri de dreptate, este că sfârșitul frământărilor sângeroase care sfâșie omenirea să-i aducă consfințirea definitivă a drepturilor sale nepieritoare.” Autorul mesajului este Ionel Mocsonyi-Styrcea. Acest mesaj declanșează un veritabil conflict între dictator și rege.

1943
- 7 ianuarie: Cu ocazia zilei sale onomastice, Ion Antonescu, care fusese iritat de mesajul regal și implicațiile acestuia pentru guvern (germanii percepuseră că mesajul regal este poziția guvernului), dă publicității o dezmințire.
- 14-24 ianuarie: Are loc Conferința de la Casablanca, în cadrul căreia se decide de către aliați că războiul va fi continuat până la capitularea necondiționată a Germaniei și aliaților săi.
- 2 februarie: Bătălia de la Stalingrad se termină cu victoria sovietică.
- 23 februarie: Antonescu îi trimite regelui un raport, făcut fără cunoștința regelui de colonelul Codreanu, șeful Casei Militare a Regelui. Raportul cerut de Antonescu era critic la adresa lui Ionel Mocsonyi-Styrcea, devenit casus belli între rege și dictator.
- 27 februarie: Regele adnotează raportul, respingând criticile aduse de Codreanu lui Mocsonyi-Styrcea, și îl trimite dictatorului, cu concluzia „Colonelul Codreanu nu mai poate rămâne șeful Casei Militare”. Codreanu este nevoit să-și prezinte demisia, iar Antoneștii plănuiesc să-l numească în postul rămas gol pe Vasile Grigorcea, însă Mihai îi pune în fața faptului împlinit, anunțând public numirea lui Mocsonyi-Styrcea.
- 10 mai: După parada militară, mașina regelui și a reginei mamă trece prin mulțime, fiind aclamată de oameni, în timp ce mașina lui Antonescu o ia pe un traseu alternativ, evitând mulțimea. Dictatorul consideră că a fost vorba de o intrigă a partidei regale și refuză să mai participe la dineul oferit în acea zi la Palatul Regal din București.
- 25 iulie: Mussolini este înlăturat de regele Victor Emanuel al III-lea al Italiei, fapt care îi inspiră pe liderii politici români.
- 12 august: Scrisoare a liderilor democratici Iuliu Maniu și Dinu Brătianu (Constantin I.C. Brătianu) prin care îi cer dictatorului scoaterea României din război.
- 22 august: Prima scrisoare a liderilor democratici Maniu și Brătianu către rege, în care afirmă că până la acest moment n-au considerat bine să implice Coroana în discuții politice, însă că situația țării a devenit excepțională.
- septembrie: Regele Mihai obține brevetul de pilot.
- 31 decembrie, cca. ora 24:00: Este difuzat prin radio mesajul de anul nou al regelui, în care nu este amintită Germania deloc: „Din pragul Noului An, ne îndreptăm cu toții privirile spre viitor, făcând urările cele mai arzătoare ca el să aducă o pace dreaptă […] Aceste vremuri tulburi, care au văzut atâtea schimbări neprevăzute și atâtea răsturnări de situații, au oferit prilejuri la care nu toți au rezistat de a cădea în ispită. Poporul roman însă nu s-a depărtat de la porunca de a nu dori și de a nu-și însuși ceea ce nu îi aparține […] Respectul drepturilor sale este singurul lucru pe care poporul nostru îl cere […]”

1944
- 3 ianuarie: Generalul Paul Teodorescu îi spune lui Constantin Argetoianu că nemții au început să mintă Statul Major al României.
- 6 ianuarie: Serbarea bobotezei de către rege și Antonești, la Sinaia.
- 22 ianuarie: Regele suferă la Castelul Foișor o operație de dublă hernie inghinală, făcută de un medic german, profesorul Sauerbruch din Berlin. Se răspândește zvonul că regina Maria a Iugoslaviei i-ar fi intermediat regelui Mihai o căsătorie cu principesa Margareta a Marii Britanii.
- 17 martie: Barbu Ștribey începe la Cairo negocierile cu Aliații, ca emisar al lui Maniu, dar și cu învoiala regelui, guvernului și opoziției.
- 21 martie: Memoriu al țărăniștilor și național-liberalilor, în care îi cer lui Antonescu să-i prezinte regelui demisia.
- 25 martie: Guță Tătărescu îi propune regelui să organizeze un Consiliu de Coroană, însă este dezaprobat de Maniu și Brătianu și privit cu neîncredere de rege.
- 26 martie: Emilian Ionescu este numit în funcția de adjutant regal.
- 1 aprilie: Sănătescu devine Mareșal al Palatului.
- 4 aprilie: Încep bombardamentele aliate ale României. Regele pornește cu automobilul în București, pentru a-și face o impresie despre pagube.
- 21 aprilie: Argetoianu o întâlnește întâmplător pe regina Elena. Prin ea îl sfătuiește pe rege orice ar fi să nu părăsească Vechiul Regat.
- 23 august: Lovitura de stat a regelui Mihai.
- 31 august: Prin Decret Regal Mihai pune în vigoare Constituția din 29 martie 1923.
- 12 septembrie: Regele Mihai se întoarce din Oltenia la București. La Moscova este semnat armistițiul cu aliații.
- 15 septembrie: Ședință de lucru între membrii guvernului Constantin Sănătescu și participanții la semnarea armistițiului. Iuliu Maniu observă că negociatorii României „nu puteau să stea la mijloc și trebuiau să accepte puncte care reprezintă o adevărată capitulație nu un contract liber de Armistițiu.” Maniu pune în discuție situația basarabenilor care în 1918 au votat pentru unirea cu România.
- 24 septembrie: Mare miting al sindicatelor, în care Gheorghiu-Dej cere demisia guvernului și înlocuirea cu un guvern FND.
- 25 septembrie: Pe la ora 15, Regele Mihai acordă o audiență colectivă ziariștilor străini care fuseseră trimiși la scurt timp după 23 august în țară. În cadrul întâlnirii filmate, regele dă o declarație și apoi răspunde întrebărilor. Sunt tratate mai multe subiecte: Lovitura de stat de la 23 august 1944, prerogativele regale (regele face referire la constituțiile din 1866 și 1923 și declară că „Monarhia nu se va abate niciodată de la principiile constituționale și democratice”), așteptările României de la aliați (acordarea de securitate față de agresiune pe viitor și ajutor economic), viitorul apropiat al situației interne, pe care regele o privește cu încredere.
- Sfârșitul lunii septembrie: Apare o broșură de 32 de pagini care cuprinde mărturiile regelui și ale liderilor politici despre evenimente.
- 9 octombrie: Acordul de procentaj dintre Churchill și Stalin.
- 11 octombrie: Clujul este eliberat de români și ruși. Până pe 25 octombrie se eliberează toată Transilvania.
- 16 octombrie: Maniu demisionează din guvern, întrucât la intervenția rușilor au fost interzise manifestări național-țărăniste. Regele are consultări cu militari și politicieni, iar a doua zi îi este înaintată de către Pătrășcanu o listă de guvern cu Petru Groza în frunte.
- 28 octombrie: La Galați are loc impunerea abuzivă de către FND a unui prefect, deschizându-se ceea ce istoricul Stelian Neagoe numește „seria asalturilor prefecturilor și primăriilor organizată de comuniști”. Între 20:45-20:05 Pătrășcanu și Gheorghiu-Dej sunt primiți de rege în audiență.
- 29 octombrie: Regele îl însărcinează din nou pe Sănătescu cu formarea guvernului
- 1 noiembrie: Iuliu Maniu întreabă printr-un mesaj pe vicemareșalului Donald Stevenson dacă guvernul britanic are de gând să predea România Uniunii Sovietice, răspunsul fiind negativ. Pe 8 noiembrie însă ministerul de externe al Marii Britanii (Foreign Office) îi scrie reprezentantului său la București (John Le Rougetel) într-o telegramă strict confidențială că înțelegerea dintre Churchill și Stalin privind Grecia și România orientează politica britanică.
- 6 noiembrie: Al doilea guvern condus de Sănătescu depune jurământul. Raportul de forțe este de 8 miniștri PNȚ și PNL la 7 miniștri comuniști. Vicepremier din partea FND este Petru Groza.
- 8 noiembrie: În Piața Palatului are loc o manifestație de simpatie față de rege. Cu aceeași ocazie, Scânteia îi dedică suveranului un articol cu urări de bine, în care laudă „contribuția remarcabilă pentru dărâmarea regimului dictatorial fascist”.
- 11 noiembrie: Guvernul Sănătescu primește din partea Comandamentului Militar sovietic ordinul să își retragă funcționarii tocmai instalați din Transilvania de Nord. În aceeași zi, primit în audiență, Vîșinski îl felicită pe rege pentru eliberare.
- 15 noiembrie: Autoritățile române sunt anunțate de cele sovietice despre aducerea a trei noi divizii în țară.
- Sfârșitul lunii noiembrie: Poliția capitalei este redusă la 700 de persoane, jandarmeria țării la 14000 și cele trei divizii românești din țară plafonate la 3500 de persoane.
- 30 noiembrie: Ședință tensionată de guvern. Comuniștii emit pretenția de a lua ministerele de război și de interne, considerată de prim ministrul Sănătescu un pretext în vederea declanșării unei crize de guvern. Liderii PNȚ și PNL îl consideră pe președintele consiliului de miniștri „slab și șovăitor”.
- 2 decembrie: O nouă ședință de guvern, după care Sănătescu îi prezintă regelui Mihai demisia. Miniștrii PNL și PNȚ îi prezentaseră premierului Sănătescu demisia. Regele acceptă demisia lui Rădescu, acordă mandatul pentru formarea guvernului generalului de corp de armată adjutant Nicolae Rădescu și începe în aceeași seară consultările cu partidele politice. Sunt consultați Constantin I.C. Brătianu (PNL), Lucrețiu Pătrășcanu (PCdR), Titel Petrescu (PSD) și Iuliu Maniu (PNȚ), în această ordine.
- 4 decembrie: Discuțiile ajung într-un punct critic și regele Mihai îl amenință  — într-o mișcare pe care istoricul Dinu Giurescu o consideră îndrăzneață și îndemânatică  — cu demisia pe Vîșinski (prim-comisarul adjunct al poporului pentru afaceri externe – înalt reprezentant al Uniunii Sovietice), dacă activitățile anarhice ale comuniștilor sprijiniți de Moscova continuă.
- 5 decembrie: Rădescu îi anunță pe comuniști că PNȚ și PNL nu acceptă titulari din FND (coaliția comunistă) la interne și război; în plus, le comunică că urmează să formeze, din ordinul regelui Mihai, un guvern de tehnicieni. Comuniștii renunță la precondiții și guvernul este format în decurs de câteva ore.
- 6 decembrie: Inaugurarea Guvernului Nicolae Rădescu.

- Ora 12: Programul Guvernului Nicolae Rădescu este făcut public într-o întâlnire cu presa. Cuprinde dezideratul realist de strângere la maximum a relațiilor cu „vecina noastră puternică din răsărit, Rusia Sovietică”, dar și apelul de a să păstra disciplina și ordinea și ca muncitorii să se abțină de la desele demonstrații. Generalul vorbește de asemenea despre organizarea de alegeri comunale.
- Ora 17: Depunerea jurământului de către Guvernul Nicolae Rădescu.

- 7 decembrie: Regele ia dejunul cu generalul Rădescu, Constantin Vișoianu și Andrei Vîșinski, generalul Serghei Vinogradov și consilierul S. A. Golunski.

1945
- 16 ianuarie: Gheorghiu Dej se întoarce de la Moscova.
- 20 ianuarie: Intră în aplicare două decrete-legi, dezbătute de Consiliul de Miniștri, nr. 50/1945 și nr. 51/1945. Prima lege se referă la urmărirea și pedepsirea criminalilor de război și a doua pentru urmărirea și sancționarea celor vinovați de dezastrul țării.
- 24 ianuarie: Regele Mihai adresează un memoriu președintelui SUA Roosevelt.
- 4 februarie: Este intensificată campania FND de răsturnare a guvernului Rădescu.
- 9 februarie: Vice-amiralul Stevenson comunică la Londra că regele și premierul se tem de iminența unei lovituri de stat comuniste.
- 11 februarie: Cuvântarea de la Sala Aro a generalului Rădescu. În final, premierul cere „[...] să ne îndreptăm gândul către acela care a dat toate dovezile de cavalerism, vitejie și dragoste de țară nemărginită - către Majestatea Sa Regele Mihai I.”
- 24 februarie: Manifestație a Frontului Național Democrat în Piața Palatului, se trage asupra Palatului Regal (două gloanțe ajung în biroul mareșalului palatului) și asupra biroului generalului Rădescu din Palatul Ministerului de Interne. Fenediștii îl acuză pe Rădescu a fi principalul vinovat, însă Rădescu îi acuză pe oamenii lui Teohari Georgescu că au tras asupra propriilor demonstranți, pentru a compromite guvernul. Rădescu se adresează prin radio poporului român, acuzându-i pe „[c]ei fără de neam și fără Dumnezeu, așa cum i-a botezat poporul, au pornit să aprindă focul în țară și s-o înece în sânge”. Mai devreme în aceeași zi este impus abuziv un nou prefect FND la Craiova (Nicolae Celan), în timp ce la Caracal și Brașov atacurile eșuează. Mai târziu se constată la autopsii că cei opt morți fuseseră împușcați cu gloanțe care nu erau folosite de armata română.
- 26 februarie: Zece ofițeri se desolidarizează de Rădescu într-o scrisoare adresată regelui Mihai. Premierul îi propune regelui trecerea în rezervă a acestora, ceea ce este consfințit prin Decret Regal, nepublicat în cele din urmă la intervenția lui Vîșinski. Printre ofițerii în cauză, generalul Dumitru Dămăceanu.
- 27 februarie: Andrei Vîșinski ajunge inopinat la București și cere să fie primit imediat de suveran. Este primit la orele 21, prezenți fiind Dumitru Negel, Constantin Vișoianu și interpretul. Întrucât Nicolae Rădescu s-a dovedit „reacționar”, Uniunea Sovietică cere demiterea guvernului și înlocuirea sa cu un executiv format din reprezentanții partidelor „democratice”. Regele invocă Declarația de la Ialta.
- 28 februarie: Are loc o altă audiență, în același format, emisarul sovietic cerând regelui demiterea imediată a guvernului. Are loc faimoasa scenă a trântirii ușii, când tencuiala din jurul tocului se crapă. Audiența are loc la ora 15:30; Vîșinski cere imperativ în numele guvernului sovietic ca până la ora 18:00 să fie anunțată demisia guvernului Rădescu, pe care îl califică „fascist” și însărcinată altă persoană cu formarea guvernului. Regele încearcă să tărăgăneze, sub cuvântul că trebuie să se mai consulte, însă Vîșinski cere răspunsul „chiar acum”, conform stenogramei. În cele din urmă, regele își dă acordul. Mărturia regelui: „Când Vîșinski a plecat de la mine era în culmea furiei. Lovise cu pumnul în masă și acum afirma urlând că s-a săturat să aștepte. Nu m-am speriat. L-am urmărit cu atenție, pentru că fusesem informat despre calmul său proverbial. E clar că joacă teatru. […] Vîșinski a ieșit din încăpere trântind ușa. A trântit-o atât de tare, încât zidul din preajma canatului s-a fisurat. […] Mi s-a comunicat, de altfel, că atunci când s-a suit în mașină râdea. Un mod de-a trata pe care diplomația sovietică l-a folosit cu succes.” Barbu Știrbey este desemnat să formeze un nou guvern, dar eșuează, nefiind acceptat de PCR și PSD.
- 1 martie: Vîșinski din nou în audiență la rege, la ora 22; din stenogramă: „Trebuie să comunic Majestății Voastre că am însărcinarea, din partea Guvernului meu, să vă declar că omul care ne inspiră nouă încredere este Petre Groza ca Președinte al Consiliului.”
- 2 martie: Regele îl desemnează pe Groza să formeze un guvern „de largă concentrare democratică, cu ajutorul tuturor partidelor într-o proporție normală.” PNȚ refuză colaborarea cu Groza.”
- 3 martie: Vîșinski îl amenință pe rege că „[a]nularea mandatului Groza va fi considerată de Guvernul sovietic drept un act ostil.”
- 4 martie: Churchill către diplomații săi din România: „Nu avem într-adevăr nici o justificare pentru a interveni atât de viguros în favoarea foștilor noștri inamici români, compromițând astfel poziția noastră în Polonia și iritându-i pe ruși, care acceptaseră îndelungata noastră luptă la Atena… Reprezentanții noștri din România să nu dezvolte acolo un front politic antirus.”
- 5 martie: Diplomatul american Burton Berry scrie către centrală: „Este clar că unul din obiectivele prime ale noului Guvern va fi să lichideze toate elementele pe care comuniștii le numesc fasciste iar noi, americanii, îi numim democrați.” La Palatul Regal ajunge mesajul al lui Vîșinski, că dacă până a doua zi nu va fi instalat guvernul Groza, Rusia nu mai poate răspunde de „continuitate României ca Stat independent”. Groza îi comunică regelui că în cazul numirii unui guvern FND sovieticii ar fi dispuși să retrocedeze Ardealul de Nord. Constantin Vișoianu și Savel Rădulescu îi recomandă regelui să abdice, Dumitru Negel și patriarhul Nicodim să reziste, iar Dinu Brătianu și Maniu „să nu abandoneze țara”.
- 6 martie: Regele primește la ora 19:30 jurământul guvernului Groza.
- 7 martie: Întâlnire între Ana Pauker și Evgheni Suhalov în cadrul căreia se discută planul gradat de comunizare a țării.
- 13 martie: Regele Mihai comite o gafă politică. Sfătuit de Negel, mareșalul Curții, care la rândul lui fusese mințit de Gh. Tătărescu, participă la o ceremonie la Cluj care marchează trecerea Transilvaniei sub administrație românească, ceremonie care este însă boicotată de englezi, americani și liderii politici transilvăneni.
- 9 mai: Ceremonie de Ziua Victoriei în Europa. Regele este invitat în ultima clipă la parada militară, asistând în compania generalilor Susaikov, Stevenson și Schyler.
- 10 mai: Regele refuză să autorizeze o mare manifestație de ziua națională, întrucât țara este sub ocupație sovietică. Te Deum la Patriarhie și manifestări spontane de simpatie. Salută împreună cu mama sa de mai multe ori mulțimea de la balconul Palatului Regal.
- 1 iunie: Regele, la propunerea guvernului, comută pedeapsa cu moartea în muncă silnică pe viață, în cazul lotului Macici.
- 6 iulie: Regele este decorat de sovietici cu Ordinul Victoria.
- 19 iulie: Ceremonie în Sala tronului de la Palatul Regal prin care regelui îi este înmânată înalta decorație sovietică Ordinul Victoria.
- 17 august: Americanii îi comunică regelui că nu recunosc guvernul Groza, deoarece îl consideră „nereprezentativ”. Recunoașterea fiind potrivit Conferinței de la Potsdam condiția pentru semnarea tratatelor de pace.
- 20 august: Regele adresează o notă celor trei învingători, ca în România să fie instalat un guvern democratic larg reprezentativ.
- 21 august: Regele cere demisia guvernului Groza. Cum premierul refuză -neconstituțional- să și-o depună, regele intră în Greva regală.
- 23 august: Regele nu participă la aniversarea de un an a Loviturii de stat de la 23 august 1944. S. Kavtaradze, trimisul diplomatic extraordinar și ministru plenipotențiar al Rusiei, depune scrisorile de acreditare. Generalul rus Susaikov declară că Rusia se opune „definitiv” demisiei guvernului Groza.
- 2 septembrie: Capitulează Japonia și se termină războiul.
- 4 septembrie-13 septembrie: Dej, Groza și Tătărescu la Moscova. Tătărescu îl îndeamnă pe Vîșinski să-i transmită regelui un mesaj de la Stalin, ca să îl scoată din grevă.
- 8 noiembrie: Mare manifestare anticomunistă de susținere a regelui în Piața Palatului, sufocată în sânge de camioane de muncitori aduși de comuniști.

1946
- 30 martie: Regele Mihai semnează Decretul-lege nr. 254, prin care este înființată Opera din Timișoara.
- 27 octombrie: Muzicianul și compozitorul virtuoz George Enescu acceptă să candideze independent la alegerile parlamentare, „ca omagiu pentru MS Regele Mihai I și în semn de dragoste pentru țărănimea noastră”.
- 19 noiembrie: Au loc alegerile parlamentare, fraudate masiv de comuniști. Din cele 6.934.583 de voturi, 4.766.639 voturi (71,80%) revin BPD. PNȚ obține oficial 878.927 de voturi, iar PNL 259.306 de voturi. Din cele 414 de mandate, 368 revin BPD, 32 PNȚ, iar PNL primește doar 3.

1947
- 10 februarie: Tratatul de pace dintre România și Națiunile Unite: „Frontierele României, indicate în harta anexată Tratatului de față (Anexa I), vor fi cele care erau în ființă la 1 ianuarie 1941, cu excepția frontierei româno-ungare care este definită în articolul 2 al Tratatului de față. [...] Hotărârile Sentinței de la Viena din 30 august 1940 sunt declarate nule și neavenite. Frontiera dintre România și Ungaria este restabilită prin articolul de față astfel cum exista la 1 ianuarie 1938.”
- 10 mai: Regele este decorat de către Statele Unite cu Legiunea de Merit, în rang de Chief Commander.
- 15 iulie: Regele pilotează de la Săvârșin (la București?), aflând la aterizare că Iuliu Maniu a fost arestat.
- 29 iulie: PNȚ este dizolvat.
- 5 august: În cadrul unui dineu la Palatul Peleș, traducătorul rus scuipă în mod repetat pe jos, iar generalul Susaikov rupe în mod ostentativ o sabie chinezească din sala armelor.
- august: La Ateneu are loc o manifestare pentru aniversarea a trei ani de la 23 august 1944, la care regele participă; Petru Groza ține o cuvântare în care înfăptuitorul loviturii de stat nu este menționat nici măcar o singură dată.
- 5 octombrie: După deliberări asupra consecințelor, Foreign Office le trimite regelui și mamei sale câte o invitație la nunta principesei Elisabeta. Având în vedere prezența lui Carol în Europa, britanicii luaseră în considerare ca regina mamă să rămână în țară pentru a-i asigura lui Mihai tronul, însă autoritățile britanice au stabilit în final că nu-i pot garanta acolo siguranța.
- 29 octombrie: Începe procesul lui Iuliu Maniu și al fruntașilor țărăniști.
- 12 noiembrie: La prânz, regele și mama sa află sentința din procesul lui Iuliu Maniu. Regele pilotează avionul spre Marea Britanie, asistat de Udriski. La aeroport, întregul guvern își ia rămas bun. Generalul Lazăr și Mircea Ionnițiu sunt opriți să însoțească familia regală.
- 15 noiembrie: Aterizează la Heatrow, fiind cazați la Hotelul Claridge's.
- noiembrie: Nunta principesei Elisabeta a Angliei, viitoarea regină Elisabeta a II-a.
- 21 noiembrie: Regele Mihai și mama sa au o primă întâlnire cu ambasadorul SUA la Londra, Lewis Douglas. Îi expun situația: guvernul deține posturile importante din cabinet, prietenii regelui și profesorii independenți sunt în închisoare, i s-a luat puterea de a dizolva parlamentul sau a schimba guvernul și, cel mai grav, dacă se întoarce în țară va fi obligat să semneze decrete cu care nu e de acord sau să abdice, fiind amenințat cu moartea sau deportarea în Siberia. Ambasadorul american îi mulțumește pentru serviciile aduse cauzei democratice, dar îi pune în vedere că nu îi poate da nici un sfat. La întrebarea regelui dacă ar putea să dea o declarație poporului român din Statele Unite ale Americii în caz că ar abdica, întrucât crede că Marea Britanie e reticentă să permită acest lucru, ambasadorul american îi pune în vedere să dea o astfel de declarație în Europa și apoi ar primi o viză pentru a vizita SUA. Ambasadorul american încheie telegrama către Robert Lovett: „Am fost foarte impresionat de tânărul acesta, de al său simț al răspunderii și al datoriei [...]”
- 24 noiembrie: Regele Mihai și mama sa au o întâlnire cu ministrul de externe al Marii Britanii, Ernest Bevin. Îl informează despre posibilitatea de a fi închis pe bază de acuzații măsluite și de a nu se mai întoarce în România. Ministrul britanic nu le poate oferi sfaturi.
- 25 noiembrie: Regele Mihai și mama sa au o întâlnire cu ambasadorul SUA la Londra, Lewis Douglas. Acesta reiterează că o declarație a regelui către poporul său de pe teritoriu american ar fi nepotrivită. Regele întreabă dacă ar putea primi azil la legația americană din București, în caz că se întoarce și vor fi luate măsuri împotriva sa. Ambasadorul american își exprimă îndoiala că s-ar putea face ceva să fi scos din țară. Ambasadorul reiterează că nu îl poate sfătui să rămână în străinătate sau să se întoarcă în țară, dar îi dă sfatul de a trage de timp, pentru a se clarifica situația lui.
- 6 decembrie: Regele se logodește cu principesa Ana de Burbon-Parma, o rudă pe care o cunoscuse în cadrul șederii în Anglia.
- 9 decembrie: Presa română anunță că guvernul va trimite în parlament o lege prin care cetățenii români plecați în străinătate, funcționarii care refuză să se întoarcă în țară la cererea guvernului și cei care săvârșesc în străinătate acte de nesupunere față de guvern își vor pierde cetățenia.
- decembrie: Regele poartă o discuția cu Groza, în cadrul căreia premierul face aluzie la faptul că monarhia ar putea fi îndepărtată
- 29 decembrie: Petrec la Foișor, primesc telefon să vină a doua zi la ora 10 la București
- 30 decembrie: Lovitura de stat de la 30 decembrie 1947, prin care Regele a fost silit să semneze un act neconstituțional de abdicare.

- cca. Ora 10:00: Anturajul regal pleacă de la Sinaia.
- cca. Ora 11:45: Anturajul regal ajunge la București.
- cca. Ora 12:15: Groza și Gheorghiu-Dej ajung la Palatul Elisabeta.
- cca. Ora 15:00: Groza și Gheorghiu-Dej pleacă de la Palatul Elisabeta.
- cca. Ora 15:30: Groza ajunge la parlament, cu actul de abdicare.

## 1948-1989
Exilul regelui Mihai începe în ianuarie 1948, când fostul suveran și mama sa pot părăsi țara în viață. Lui Mihai îi este posibil să denunțe abdicarea forțată abia la începutul lunii martie, pe teritoriul Marii Britanii. Călătorind în Statele Unite, se convinge în cadrul discuției cu președintele Truman că lumea vestică era departe de a fi hotărâtă să acorde un ajutor concret populației din spatele cortinei de fier, o impresie care are să îi fie întărită de un șir de experiențe negative. 
Fostul suveran căsătorește cu logodnica sa după ce aceasta părăsește Biserica catolică, întrucât suveranul pontif acordă o dispensă pentru oficierea mariajului cu un creștin ortodox numai dacă urmașii cuplului sunt crescuți catolici, lucru contrar Constituției din 1923. Li se nasc de-a lungul anilor cinci fiice. 
Lipsită de mijloace materiale, familia se perindă prin Europa, locuind sporadic la Vila Sparta din Florența, până se stabilește în Marea Britanie, unde întemeiază o gospodărie, fostul suveran și soția lui ocupându-se de cultivarea legumelor și creșterea animalelor. Mihai continuă în paralel să fie ținut la curent cu evoluțiile din țară, patronând Consiliul Național Român, organizația fără statut de guvern în exil care are scopul de reprezenta poporul român de după Cortina de fier  — misiune eșuată datorită fracțiunilor ireconciliabile.
Regele Mihai continuă să trimită mesaje anuale către poporul său prin Europa liberă, până acest lucru îi este interzis din interese politice (se căută o apropiere de regimul de la București). Fostul suveran lucrează ca pilot de încercări în Europa și broker financiar în Statele Unite ale Americii pentru a-și susține familia. 
1948
- 3 ianuarie: Mihai și regina mamă Elena, împreună cu anturajul lor pleacă seara din Sinaia. Sunt însoțiți de Dumitru Negel, Mircea Ionițiu, Jacques Vergotti, soții Negroponte și fiul lor, gen. Petre Lazăr, col. Emilian Ionescu, Bianu, membru al jandarmeriei, Nelly Catargi, doamna de onoare a reginei mamă, de camerista ei și alți trei servitori.
- 4 ianuarie: Trenul regal oprește scurt timp la Săvârșin, unde urcă Rodica Hațiegan, logodnica lui Ionițiu. După jumătate de oră de la pornire, trenul părăsește țara prin localitatea Curtici.
- 16 februarie: Mihai și mama lui se întorc la Lausanne, după o întâlnire cu principesa Anna.
- 27 februarie: Elena pleacă la Paris, iar după câteva ore principele Frederick de Hohenzollern și principele Nicolae, fratele lui Carol, îi fac o vizită, pentru a discuta ordinea succesiunii la tron.
- 4 martie: Regele denunță în Londra, la hotelul Claridge's, actul de abdicare. În aceeași zi are loc o întâlnire cu familia regală britanică.
- 10 martie: Mihai și anturajul său ajung la New York, în Statele Unite, pe calea apei. Fostul monarh este întâmpinat de generalul Nicolae Rădescu și de rabinul Alexandru Șafran. Vizita durează 12 zile.
- 22 martie: Întâlnire la Casa Albă cu președintele Harry Truman. Deși acesta este prietenos și se interesează de abdicare, întâlnirea este doar o politețe, neavând urmări concrete și reprezentând o deziluzie pentru fostul suveran.
- 17 mai: Este anunțată naționalizarea proprietăților fostului suveran și ale familiei sale.
- 27 mai: Este publicat în monitorul oficial Decretul nr. 38/1948 pentru intrarea în proprietatea Statului a bunurilor fostului rege Mihai I și a membrilor fostei familii regale.
- 10 iunie: La Atena are loc nunta lui Mihai cu logodnica sa.
- 1 august: Organizația condusă de Grigore Niculescu-Buzești scoate la Paris foaia La Nation Roumaine.

1949
- 26 martie: Se naște principesa Margareta.
- 3 mai: Comitetul Național Român are prima sa întâlnire.

1950
- 14 septembrie: Nicolae Rădescu și facțiunea sa părăsesc Comitetul Național Român. Fostul suveran îl numește pe Constantin Vișoianu la președinția organizației.
- 15 noiembrie: Se naște principesa Elena, a doua fiică a cuplului.

1951
- februarie: Statele Unite ale Americii îi oferă fostului monarh folosința unei vile și un venit anual, acesta refuză însă.

1952
- iulie: Familia se mută de la Bramshill Hall la Ayot.

1953
- 28 februarie: Se naște principesa Irina, al treilea copil al cuplului.
- 3 aprilie: Tatăl lui Mihai, fostul rege Carol al II-lea, moare în urma unui masiv atac de cord, în Portugalia.
- 7 aprilie: Înmormântarea lui Carol, la care Mihai nu participă invocând pretextul că trebuie să rămână cu soția sa care a născut recent. În realitate, Mihai nu ar fi suportat gândul să o reîntâlnescă pe Elena Lupescu.

1957
- 29 octombrie: Se naște al patrulea copil al cuplului, principesa Sofia.

1964
- 6 martie: Regele Paul al Greciei, cel mai bun prieten al lui Mihai, moare de cancer.
- 12 martie: Mihai participă la înmormântarea regelui Paul al Greciei.
- mai: Sub numele Mr. Michael King, fostul suveran se angajează la agenția de brokeri Droulia din New York.
- 13 iulie: Se naște al cincilea copil al cuplului, principesa Maria.
- august: După o pregătire de trei luni, fostul suveran trece examenul de broker cu nota A, devenind brokerul cu nr. 16 al companiei.
- septembrie: Mama regelui îi trimite o scrisoare disperată în legătură cu starea financiară a fiului ei generalului Schyler.

1965
- 19 martie: Gheorghe Gheorghiu-Dej, dictatorul României, moare. Corpul este depus la fostul Palat Regal.

1973
- Mihai își pierde ultimul client la Droulia și renunță la ocupația de broker financiar.

1974
- Nicolae Ceaușescu devine președintele României.

1979
- Regina mamă Elena este nevoită din cauza stării fragile de sănătate să părăsească și să vândă Vila Sparta, pentru a se muta la Lausanne, în apropierea fiului ei.

1982
- 28 noiembrie: Regina mamă Elena se stinge din viață.

1986
- Fostul suveran participă împreună cu soția și fiica sa mare, pentru prima oară, la comemorarea soldaților români la cimitirul eroilor din localitatea Soultzmatt. Ține o cuvântare: „În acest al patrulea deceniu de pribegie, mă alătur din nou, din adâncul inimii, comemorării sacrificiului suprem dat în cele două războaie mondiale. Aici, în fața lespezilor de la Soultzmatt, să ne amintim de cei care s-au jerfit pentru țară și ei trebuie să ne fie un îndemn spre strângerea rândurilor tuturor românilor în jurul tricolorului nostru. Pentru aceste idealuri și-au dat viața tinerii pe care îi omagiem astăzi.”

1987
- 10 decembrie: La Radio Europa Liberă este difuzată o ediție a emisiunii „Din istoria României” de Vlad Georgescu în cadrul căreia sunt citite de către Ion Ioanid documente privitoare la abdicarea regelui Mihai.

1988
- ianuarie: Regele este amenințat cu moartea, printr-o scrisoare semnată de gruparea „În slujba Mareșalului”, scrisoare expediată și postului Radio Europa Liberă. Conform istoricului Liviu Tofan (director la Institutul Român de Istorie Recentă) este vorba de un document elaborat de Securitate.

1989
- 16 iunie: Este semnată declarația de la Budapesta, la care regele aderă mai târziu.
- 16 decembrie: La Timișoara izbucnește Revoluția.
- 18 decembrie: Mesaj de susținere a revoluționarilor: „Sunt cu gândul și cu sufletul ălături de voi, sunt ca și voi îngrijorat când aflu cruzimea cu care reacționează cei de la putere atunci când cereți doar drepturile cele mai elementare [...]”.
- 24 decembrie: Mesaj al regelui în Ajunul Crăciunului, înregistrat la Versoix și difuzat la Radio Europa Liberă: „Gândul mă duce mai cu seamă la cei tineri; din avântul vostru, al tinerilor, a pornit lupta pentru descătușarea neamului [...] Am contacte cu căpetenii ale națiunilor care acum îmi ascultă, în fine, rugămințile de a vă veni în ajutor prin toate mijloacele de care dispun.”

## 1990-1997
Exilul regelui Mihai nu sfârșește după Revoluția din 1989, regimul Ion Iliescu împiedicîndu-i mai multe vizite din varii motive. Abia în 1992 Mihai poate da curs unei vizite, în cadrul căreia petrece Paștele în Moldova și atrage o mulțime uriașă în București, căreia i-l prezintă pe nepotul său, principele Nicolae. Aceasta rămâne ultima sa vizită până când Ion Iliescu pierde puterea, fiindu-i interzisă chiar și participarea la înmormântarea lui Corneliu Coposu. Fiica cea mare a regelui, principesa Margareta, abandonează munca de sociolog pentru a conduce o fundație în România. Abia în această perioadă începe să se publice în țară adevărul despre istoria secolui XX, regele acordându-i scriitorului Mircea Ciobanu interviuri din care se cristalizează două cărți.
1990 
- aprilie: Un interviu cu Vartan Arachelian este difuzat de TVR în timpul campaniei electorale.
- 22 aprilie: În cadrul unui miting electoral al Grupării Democratice de Centru din Piața Unirii (București), iau cuvântul mai multe persoane care denunță abuzul interzicerii intrării regelui în țară.
- 25 decembrie: Prima încercare a fostului rege de a se întoarce în țară.

1991
- 18 mai: Principesa Sofia îl reprezintă pe regele Mihai la 1991 la comemorarea Zilei Eroilor la cimitirul militar românesc din Soultzmatt, unde sunt îngropați 687 de români.
- 21 mai: Intelectualul Ioan Petru Culianu, un critic al regimului Iliescu, este asasinat prin împușcare în campusul universitar din Chicago. Există speculații dacă întâlnirea sa cu fostul suveran, care avusese loc cu o lună înainte, a avut o contribuție la crimă.

1992
- 9 februarie: Cotidianul New York Times publică un material care conține fragmente de interviu cu foști monarhi sau pretendenți la tron. Mihai condamnă drept crimă execuția lui Ceaușescu -indiferent de ce a făcut-, descrie pe larg vizita abrupt oprită din decembrie 1990 și ia poziție față de Paul Lambrino, fiul fratelui său vitreg.
- Regele face o vizită de paști, ocazie cu care vizitează Putna și ține un discurs în fața unei mulțimi bucureștene impresionante, despre care unii estimează că a însumat un milion de persoane.

1993
- 23 august: Cu prilejul împlinirii a 50 de ani de la Lovitura de stat din 1944 fostul suveran înregistrează la Versoix o comunicare pentru Radio România.
- 14 septembrie: New York Times anunță că guvernul României îl dă în judecată pe fostul suveran pentrua obține returnarea celor 40 de tablouri alegate a fi fost scoase din țară de rege.

1994
- octombrie: A doua tentativă a familiei regale de a se întoarce în România. Dinu Patriciu se ceartă cu autoritățile de frontieră, acuzându-le de săvârșirea unui abuz.

1995
1996

## 1997-2017

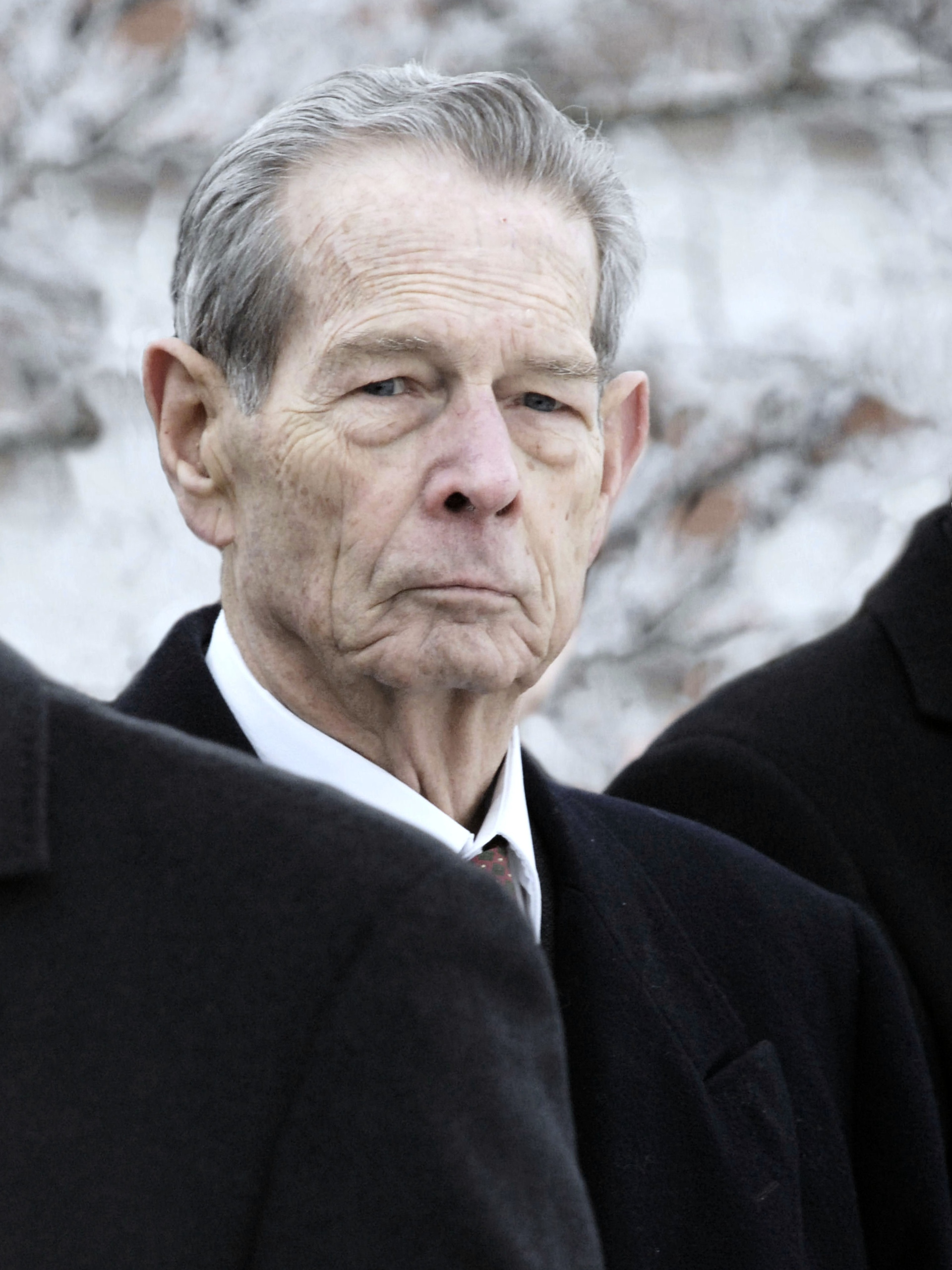
Fostul suveran al României

Guvernul Victor Ciorbea admite întoarcerea în țara a fostului suveran, astfel sfârșindu-se exilul. Fiica cea mare a regelui, principesa Margareta, se căsătorește în 1997 cu actorul Radu Duda, un fapt controversat, speculându-se că Duda are relații cu fosta Securitate. 
După 2000, are loc o reconciliere a fostului suveran cu Ion Iliescu, fiind criticată apropierea Casei regale de Partidul Social Democrat. În 2003, Mihai îi înmânează prim-ministrului Adrian Năstase un premiu din partea unei reviste tabloide. Regele dobândește în natură conacul de la Săvârșin și apoi alte proprietăți, printre care castelul Peleș.
1997
- 21 februarie: Guvernul român anulează actul prin care regelui Mihai îi fusese retrasă cetățenia română.
- 2 martie: Fostul suveran sosește în România. Este întâmpinat de o mulțime de 10.000 de persoane, conform New York Times.
- 25 decembrie: Regele Mihai participă la slujba de la Catedrala Patriarhală din București, de la care este evacuat un grup de „pseudo-maici” excluse de la Mânăstirea Vladimirești, care tulbură ceremonia religioasă.

1998
- februarie: Revista elvețiană Europ publică un metarial-interviu.
- 23 martie: Îi este decernat de către Societatea Timișoara Premiul „Speranța”.
- 10 mai: Asociația „Regele Mihai I”, filiala Brăila, sărbătorește fosta zi națională și se celebrează un „Te Deum” cu rugă pentru regele Mihai și soția sa.
- 1 iunie-7 iunie: În cursul săptămânii Consiliul Local din Sinaia îi acordă fostului suveran titlul de cetățean de onoare.
- 14 iunie-18 iunie: Regele Mihai și soția sa vizitează județul Galați.
- 19 iunie: Este vizitată Insula Mare a Brăilei.
- 20 iunie: Anturajul regal debarcă la Smârdan, vizitând județul Tulcea.
- 25 iunie: Fostul suveran sosește la Sibiu în fruntea unui convoi de 8 camioane cu ajutoare pentru sinistrații din județele Alba, Mureș si Sibiu.
- 13 august: Într-un discurs la Fălticeni, fostul președinte Ion Iliescu declară despre rege: „Săracul este batrîn chinuit, zic eu. Abia mai știe să vorbească. Dar este toată camarila din jurul lui care vine să pună mîna pe proprietăți, pe castele, pe moșii și așa mai departe.”
- 28 noiembrie: Mihai a dezvelit în Piața Victoriei din Timișoara bustul regelui Ferdinand, realizat de Petru Jecza.
- 14 decembrie: Revista Cuvântul îl declară „Omul anului 1998”.
- 16 decembrie:

- Fondul Proprietății de Stat vinde la licitație fostul vasul regal Luceafărul, confiscat de comuniști și redenumit Libertatea.
- La Timișoara are loc ședința omagială a Consiliului Local Timișoara care comemorează 9 ani de la declanșarea Revoluției din 1989. Actorul Eugen Moțățeanu citește un mesaj din partea regelui Mihai:„Curajul și credința care au animat în acele zile pe fiecare dintre români vor ramîne fără îndoială în Istoria Țării noastre, ca momentele cele mai glorioase ale secolului acesta atît de zbuciumat.”

1999
- 2 aprilie: Este anunțat programul vizitei de Paști a regelui Mihai și soției sale.
- 8 aprilie-17 aprilie: Vizită în România cu ocazia Paștelui.

- 14 aprilie: Regele Mihai face o oprire de trei ore la Slobozia, fiind găzduit de Episcopia Sloboziei și Călărașilor.

- 19 aprilie: Evenimentul zilei anunță conform unor înalți oficiali că regele Mihai s-a întâlnit cu președintele Emil Constantinescu la sfârșitul săptămânii anterioare.
- 3 mai: Evenimentul zilei anunță că la cererea „expresă” a fostului suveran, care citise un articol din ziar, Fundația Deo, Rex, Patrie, Familia et Humanitas Fidelis, a donat Maternității din Timișoara două aparate de respirat, în lipsa cărora mureau cel puțin 2 copii pe an.
- 11 mai: Evenimentul zilei dezvăluie că fostul suveran nu a fost invitat la ceremoniile prilejuite de vizita papei Ioan Paul al II-lea în România.
- 30 mai: Presa anunță că fostul suveran va petrece zece zile în Franța, între 2 și 12 iunie, cu ocazia celei de-a 55-a aniversări a debarcării din Normandia.
- 29 iunie: Guvernul adoptă un proiect de Lege privind acordarea unor drepturi persoanelor care au avut calitatea de șef de stat: foștii președinți ai României vor primi pe toată durata vieții o indemnizație lunară echivalentă cu cea a președintelui în funcție, o mașină gratuită, o locuință de protocol gratuită, pază și protecție permanente. Adriana Săftoiu anunță că și regele Mihai va beneficia de această lege. Ion Iliescu folosește ocazia pentru a-l ataca pe fostul suveran: anunță că refuză aceste avantaje, că prioritățile guvernului ar trebui să fie altele și că scopul acestui proiect este să acorde avantaje regelui Mihai.
- 20 septembrie: La această dată este înregistrat la Tribunalul Arad dosarul civil 4732/09.09.1999, prin care fostul suveran cere să reintre în posesia castelului și domeniului Săvârșin, cumpărat pe baza contractului de vânzare/cumpărare nr. 9509/01.04.1944.
- 6 octombrie: Un număr de 53 de deputați depun un proiect de hotărâre la Biroul Permanent al Camerei, prin care cer ca Mihai să fie invitat oficial de ziua națională, 1 decembrie, împreună cu soția sa.
- 20 octombrie: Președintele Emil Constantinescu se pronunță pentru invitarea regelui în Parlament, într-o scrisoare către Ion Diaconescu.
- 27 octombrie: Biroul Permanent Central al PNL a decide să susțină invitarea fostului suveran Mihai I în parlament.
- 2 noiembrie: Evenimentul zilei publică opinia liderul țărănist Ion Diaconescu, care este de părere că în fața parlamentului nu pot vorbi decât șefi de stat sau premieri străini, deci „Dacă va fi o defilare a Armatei, atunci regele poate să apară ca invitat, în tribuna oficială, sau la o recepție dată de președinție”. Tot ziarul precizează că în timp ce țărăniștii sunt divizați, pediștii se arată reticenți.
- 10 noiembrie: Tribunalul Arad își declină competența către Judecătoria Lipova, decizia neagreată de ambele părți.
- 14 noiembrie: În cele din urmă, regele anunță că nu participă la sărbătorirea zilei de 1 decembrie și că va veni în țară pe 15 decembrie.
- 25 noiembrie: Moare Gheorghe Antoniade, șeful Casei Regale.
- 11 decembrie: Biroul de Presă anunță programul vizitei în România din decembrie a regelui și soției sale.
- 19 decembrie: Mesaj cu ocazia împlinirii a zece ani de la Revoluția Română din 1989, difuzat de Radio România.
- 20 decembrie: Seara are loc „Dineul Mileniului”, oferit de regele Mihai, invitat de onoare fiind campionul de box Marian Simion, alături de invitați precum eseistul Horia Roman Patapievici, doctorul Șerban Brădișteanu, boxeurul Crinu Olteanu, canoistul Ivan Patzaichin și alții.

2000
- 4 aprilie: La ora 14, Tribunalul Arad se pronunță pentru retrocedarea Castelului Săvârșin și a parcului. Decizia poate fi atacată de RAAPPS. Cererea regiei ca fostul suveran să plătească peste 700 de milioane de lei pentru costul întreținerii clădirii după 1990 urmează să fie judecată și ea pe 19 aprilie. Primarul Ioan Frățilă îl invită pe fostul suveran după aflarea deciziei în localitate, pentru Sărbătorile pascale.
- 29 aprilie/30 aprilie: Regele Mihai și principesa Ana au ajuns sâmbătă din Elveția, au vizitat Liceul „Iulia Hasdeu” din București, însoțiți de ministrul culturii, Ion Caramitru și alte personalități, participând la slujba de Paști la Biserica Domnița Bălașa (în prezența lui Victor Ciorbea și Constantin Bălăceanu-Stolnici), iar a doua zi la o slujbă la Catedrala Patriarhală.
- 25 mai: A doua restituire către fostul monarh, este vorba de imobilul din strada General Budișteanu nr. 16, din capitală, returnat prin decizie judecătorească de cătră Tribunalul București.
- 7 iunie: Legea privind drepturile foștilor șefi de stat încinge spiritele, iscând un scandal în Comisia juridică a Senatului, unde fusese retrimisă de plenul Senatului, prin votul PDSR și PD. PDSR dorește să-l scoată pe fostul suveran din rândul beneficiarilor legii.
- 16 iunie: Tribunalului București îi restituie Regelui Mihai un imobil de pe strada I.L. Caragiale nr. 32, din București.
- 6 iulie: Proiectul de lege privind drepturile foștilor șefi de stat îl include în continuare pe fostul rege, însă Comisia juridică a Senatului reduce drepturile.
- 20 iulie: Ziarul Evenimentul zilei publică speculații cum că în contextul retragerii lui Emil Constantinescu din cursa pentru prezidențiale, ar fi posibil ca drumul spre putere al lui Iliescu să fie barat „aducîndu-l pe regele Mihai la cîrma țării”.
- 9 august: Regele Mihai câștigă procesul cu RAAPPS, asupra costurilor de întreținere și investițiile de la Săvârșin.
- 25 octombrie: Evenimentul zilei relatează că proiectul legii vizând drepturile foștilor șefi de stat este considerat de senatori neimportant, întrucât Iliescu urmează a fi reales. Reprezentanții PSD ar fi dorit să-l excludă pe regele Mihai de la drepturile prevăzute, înlocuind sintagma foști șefi de stat cu foști președinți.
- 19 noiembrie: Printr-o scrisoare, regele îi îndeamnă pe români să voteze amintindu-și că „nu există altă șansă pentru România decât integrarea în Uniunea Europeană și în NATO”. De asemenea, el adaugă că „dacă vă veți lăsa tentați de anumite discursuri, dacă veți cădea pradă anumitor sloganuri populiste, veți pedepsi România însăși”.

2001
- 27 februarie: Proiectul de lege privind drepturile foștilor șefi de stat este trimis de parlament din nou la guvern, pentru un punct de vedere.
- 10 martie: Scrisoarea lui Ion Iliescu de invitație.

„Îmi face o deosebită plăcere să adresăm Maiestății Voastre și Reginei Ana invitația de a participa la redeschiderea Galeriei de Artă Românească Modernă a Muzeului Național de Artă al României, eveniment cultural de importanță în viața societății românești.
După mai bine de 10 ani de eforturi susținute legate de restaurarea clădirii și a colecțiilor, în urma rănilor suferite în decembrie 1989, în mai, anul trecut, s-a redeschis Galeria de Artă Europeană, în patrimoniul căreia figurează colecția de pictură a Regelui Carol I.[...]
Știind că arta românească vă este aproape de suflet, ca o componentă a identității naționale, aș fi onorat, Maiestate, dacă ați onora invitația pe care vi-o adresez de a fi împreună cu Regina Ana alături de noi.
În speranța că veți accepta să onorați acest eveniment cu prezența Maiestăților Voastre, vă rog să agreați expresia înaltei mele considerații.”
- 11 martie: Regele Mihai a refuzat invitația lui Ion Iliescu de a participa pe 24 martie la inaugurarea Galeriei de Artă Românească Modernă din cadrul Muzeului Național de Artă a României - conform Evenimentul zilei, întrucât încercarea de reconciliere din partea lui Iliescu nu a fost precedată de scuzele de rigoare. Pe 13 martie este publicată o știrea că PNȚCD îi cere lui Iliescu să prezinte fostului suveran scuze, dar salută inițiativa acestuia de reconciliere.
- 9 aprilie: Ion Iliescu afirmă într-o emisiune moderată de Cristian Tudor Popescu și Ralu Filip că a ajuns la „o judecată mai lucidă și mai reală” în ce privește pe regele Mihai și că „poate” a greșit influențat de o „stare de spirit” și de „tensiunea în care lucram”.
- 12 aprilie: Guvernul Adrian Năstase renunță să mai conteste în justiție deciziile judecătorești de returnare a proprietăților către fostul monarh. Decizia e salutată de Petre Roman, Andrei Chiliman și Marko Bela.
- 17 mai: Evenimentul zilei relatează un conflict de vederi între guvern și senatorii PSD în privința proiectului de lege privind drepturile foștilor șefi de stat, guvernul dorind ca legea să fie votată într-o formă apropiată celei inițiale. Cotidianul amintește o declarație a ministrului Octav Cozmâncă, precum că s-a pregătit Palatul Elisabeta ca reședință în capitală pentru fostului monarh.
- 18 mai: Regele și regina Ana ajung la Aeroportul Otopeni, după ora 15, precedați cu un ceas de principesa Margareta și soțul ei. După ce salută scurt un grup venit să-i întâmpine, partida regală pornește spre Palatul Elisabeta, unde Mihai se află în salonul mare de la etaj unde a abdicat. Declară: „Cei care au provocat aceste chestiuni nu mai sunt. Numai eu mai sunt. E un loc destul de trist.. au trecut atâția ani. Am rămas singurul. De acum, lucrurile au trecut.”
- 19 mai: Aniversare a Liceului „Iulia Hasdeu”. Seara are loc întâlnirea cu Ion Iliescu la Cotroceni.
- 20 mai: Vizită la Nucșoara, la Elisabeta Rizea.
- 21 mai: Întâlnire a regelui cu reprezentanți ai Asociației Investitorilor Străini, la Hotelul Hilton din București.
- 23 mai: Regele Mihai deschide a IX-a ediție a Târgului Internațional de Carte Bookarest în Teatrul Național București. Are loc și lansarea cărții Ana a României. Un război, un exil, o viață cu participarea intelectualului Horia-Roman Patapievici.
- 24 mai: Vizită la Spitalul Municipal din București.
- 29 mai: Plimbare prin Bucureștiul Vechi și vizită la o expoziție dedicată Familiei Regale la Muzeul de Istorie a României.
- 31 mai: Este vizitat Institutul Astronomic din București.
- 1 iunie: La ora 17.30, regele Mihai a ajuns la Săvârșin. A fost condus de 12 călăreți până la poarta castelului, unde era o mulțime. Primarul Ioan Frățilă i-a dat fostului suveran cheia Săvârșinului. A fost intonat Imnul regal.
- 3 iunie: Slujbă la biserica nou renovată, regele trece prin porțile împărătești ale altarului, apoi agapă și audiențe acordate de fostul suveran.
- 4 iunie: Vizită la Bulci.
- 5 iunie: Vizită la Vărădia de Mureș, audiență pentru 3 clase de elevi și vizită la Muzeul din Săvârșin.
- 11 iunie: Regele Mihai I, patriarhul Teoctist și președintele Ion Iliescu semnează un apel comun, Apelul către toți românii din țară și din lume.
- 16 iunie: Evenimentul zilei publică un sondaj CSOP referitor la regele Mihai.
- 2 iulie: Presa anunță că regele a făcut un gest de curtoazie față de președintele României: aflând că Iliescu se află în Elveția, l-a invitat pentru o scurtă vizită la reședința din Versoix, Vila Serena.
- 8 august: Nouă întâlnire a regelui Mihai cu Ion Iliescu, pentru comemorarea a 400 de ani de la asasinarea voievodului Mihai Viteazul, în Aula Magna a Academiei Romane.
- 10 august: Presa anunță că regele revendică Castelul Peleș.
- 14 august: Răspunsul ministrului Octav Cozmâncă: se dorește retrocedarea averii pe baza unei legi speciale, până atunci o înțelegere cu regele Mihai. Ministrul Răzvan Theodorescu dorește ca Peleșul să-i fie retrocedat fostului suveran, care să fie donat statului sau răscumpărat.
- 17 august: Guvernul dezvăluie publicului un sondaj INSOMAR privitor la retrocedarea proprietăților către fostul monarh. Premierul Năstase se adresează presei, negând că Cozmâncă ar fi reprezentatul guvernul sau PSD, fără a exprima o opinie fermă asupra retrocedării, fiind mai degrabă în favoarea unei legi speciale pentru reglementarea cazului. Premierul anunță primirea unei scrisori de la fostul suveran, în care acesta cere începerea unor discuții referitoare la cererile de retrocedare.
- 20 august: Cozmin Gușă exprimă poziția PSD, care e de acord cu retrocedarea conform Legii 10.
- 21 august: Declarație a lui Șerban Mihăilescu, secretarul general al guvernului, urmată de reacție a avocatului Casei Regale.
- 22 august: Postul ARTE difuzează documentarul Un rege fără tron (26 de minute).
- 25 august: Casa Regală anunță că Castelul Săvîrșin va intra în circuitul public, reacție la discuțiile iscate de cererea de retrocedare a Peleșului.
- 29 august: Reacție a lui Ion Iliescu.
- 6 septembrie: Presa anunță că fostului monarh i-a răspuns afirmativ Direcția Silvică Suceava, în privința retrocedării fostului conac de pe Valea Putnei din comuna Pojorița, baza legală fiind Legea 10/2001. Ars în anii '50, în locul conacului există o cabană forestieră. Presa anunță că regele solicită prin mandatara lui, „Principesa Margareta Duda” terenurile din jurul Castelului Săvârșin și 15 obiective din comună (clădiri, o livadă, pădure, sediul taberei de copii și terenuri).
- 8 septembrie: Regele participă la Târgoviște la o altă comemorare a 400 de ani de la moartea lui Mihai Viteazul, și a 500 de ani de la construirea Bisericii Dealu. Șerban Mihăilescu declară că guvernul nu va purta negocieri cu fostul suveran și se va aplica Legea 10.
- 27 septembrie: Fostul suveran deschide Salonul Auto București, ediția a 8-a, în Complexul Romaero Băneasa.
- 25 octombrie: Emisiune la Radio Europa Liberă despre rege, cu participarea lui Emil Hurezeanu.
- 8 noiembrie: Ziua regelui, sărbătorită la Palatul Elisabeta.
- 11 noiembrie: La o recepție la ambasada Marii Britanii, violonistul german Dieter Stanzeleit, pretins fiu ilegitim al regelui, este evacuat discret înainte de a stânjeni ceremonia. În vârstă de 60 de ani, venise însoțit de o tânără de 20 de ani.
- 19 decembrie: Fostul suveran a lansat în incinta Operei din Timișoara albumul Mihai al României, acordând autografe.
- 20 decembrie: Vizită la Arad, ocazie cu care primește titlul de „cetățean de onoare” al municipiului și lansează albumul de fotografie. Regele își petrece sărbătorile de iarnă împreună cu familia la Săvârșin.
- 27 decembrie: Intră în vigoare o Hotărâre de guvern pentru acordarea unor drepturi persoanelor care au avut calitatea de șef al statului.

2002
- 3 ianuarie: Evenimentul zilei scrie despre donațiile făcute de Mihai de sărbători.
- 12 ianuarie: Întâlnire la Sofia cu fostul rege Simeon al Bulgariei, la acest moment premierul țării.
- 26 februarie: Evenimentul zilei relatează: „Curtea Supremă de Justiție a respins "ca neavenită" cererea lui Paul de România, mandatat de tatăl lui, Carol Mircea Grigore Hohenzollern, referitoare la o cotă parte din bunurile fostei familii regale.”
- 28 februarie: PNȚCD se pronunță pentru monarhie ca formă de guvernământ, prin vocea lui Ioan Avram Mureșan, însă acesta o contestă pe principesa Margareta. Pe 4 martie președintele partidului, Victor Ciorbea, se pronunță la rândul său pentru această idee, anunțând o întâlnire cu regele Mihai.
- 9 martie: Președintele Iliescu anunță după ce a avut o întâlnire cu regele Mihai că acesta din urmă va porni într-un turneu diplomatic pentru a susține integrarea în NATO și UE a României, turneu organizat de un oficial de la Ministerul de Externe.
- 19 martie: Vizită a fostului suveran, a fiicei sale și soțului ei în mai multe redacții din Casa Presei Libere. Țările din cadrul turneului diplomatic viitor: Spania, Danemarca, Norvegia, Belgia, Olanda, Luxemburg, Marea Britanie și Suedia. Mihai intenționează a picta un tablou realist al situației, nu să facă propagandă.
- 9 aprilie: Mihai și soția sa participă la funeraliile reginei mamă a Marii Britanii.
- 20 aprilie: Presa anunță că în Primăria Municipiului București consilierii PSD au votat împotriva introducerii pe ordinea de zi a Consiliului General a unui proiect de acordare a cetățeniei de onoare a Municipiului București fostului suveran.
- 28 aprilie: TV5 difuzează un documentar despre fostul monarh.
- 3 mai: Regele aterizează după-amiaza la Timișoara, primit de viceprimarul țărănist Adrian Orza. Apoi se deplasează la Săvârșin.
- 4 mai: Familia regală participă la slujba de Paște din Noaptea Învierii.
- 5 mai: Familia regală participă la slujba de Paște, fiind apoi invitată la un prânz ecumenic de mitropolitul Nicolae Corneanu și urmând să se întâlnească în aceeași zi cu principele Charles de Wales.
- 17 iunie: Casa Regală anunță turneul fostului suveran în Belgia și Olanda.
- 20 iunie: Regele ține un discurs la Institutul Regal pentru Relații Internaționale.
- 31 octombrie: La ora 18, principele Radu susține conferința „Spiritualitatea românească în secolul al XX-lea european” la Biblioteca Regală a Suediei din Stockholm, manifestare organizată de Fundatia Culturala Română în cadrul expoziției de carte românească în Anul cultural românesc în Suedia. Participă alături de principesele Margareta și Ana și Mihai, care acordă autografe.
- 8 noiembrie: Președintele Ion Iliescu înaintează în prezența fostului suveran 22 de cavaleri ai ordinului Mihai Viteazul. Ceremonia are loc la Palatul Cotroceni.
- 15 noiembrie: Regele Mihai prezintă rezultatele turneului său pentru primirea României în NATO. În lunile precedente a vizitat Danemarca, Norvegia, Olanda, Belgia, Luxemburg, Spania, Marea Britanie si Suedia. Președintele Alexandru Serban al Asociației Casa NATO vorbește în deschidere. Mihai subliniază că misiunea sa nu a fost de propagandă: „Scopul meu a fost acela de a convinge guvernele partenere că eforturile noastre vor da roade mai repede daca ne vom alătura NATO.”
- 2 decembrie: Senatul Universității Babeș-Bolyai din Cluj-Napoca îi acordă fostului suveran titlurile de Doctor Honoris Causa Extraordinar și Senator ad Honorem.
- 18 decembrie: Guvernul decide readucerea în țară a rămășițelor pământești ale regelui Carol al II-lea, pentru a fi înhumate la Mânăstirea Curtea de Argeș. Are acordul regelui Mihai.
- 20 decembrie: Mihai și familia sa sunt colindați de copiii de la Centrul de Plasament nr. 7 din București, la Palatul Elisabeta.

2003
- 15 ianuarie: Curtea de Apel decide că Mircea Lambrino este copil legitim al lui Carol al II-lea. Pe 17 ianuarie, Curierul Național anunță că regele va ataca decizia la Curtea Supremă de Justiție.
- 29 ianuarie: Octav Cozmâncă, ministrul administrației publice declară că guvernul speră ca într-o soluție amiabilă pentru bunurile solicitate de fostul suveran.
- 5 februarie: Direcția Silvică Suceava declară prin inginerul-șef Aurel Leuciuc că nu va da curs solicitării fostului rege de returnare a 45 de hectare de teren forestier și a unui imobil.
- 7 februarie: Paul Lambrino face publice acte referitoare la căsătoria bunicii sale cu Carol al II-lea, afirmând că tatăl său ar fi trebuit să fie rege.
- 14 februarie: Are loc înmormântarea rămășițelor pământești ale lui Carol al II-lea la Curtea de Argeș, iar Mihai nu participă din nou, delegându-i pe principesa Margareta și pe soțul ei să-l reprezinte.
- 3 aprilie: La ora 16:00 are loc în Sala cu Oglinzi a Casei Monteoru (Uniunii Scriitorilor) o lansare de carte, în prezența fostului suveran Mihai, a soției sale, a principesei Margareta și a lui Radu Duda. Este vorba de un basm al reginei Maria, tradus de Radu Duda și prefațat de principesa Margareta. Vorbește Șerban Papacostea iar fostul suveran semnează autografe.
- 12 aprilie: Fostului suveran participă la ceremonia de decernare a onorurilor de către Universitatea Babeș-Bolyai din Cluj-Napoca.
- 2 noiembrie: Mihai primește la Cluj-Napoca din partea Arhiepiscopiei Vadului, Feleacului si Clujului decorația Crucea Transilvană, din argint aurit. Prezenți sunt și soția sa, fiica Margareta și ginerele. Participă la ceremonia de marcare a 70 de ani de la sfințirea Catedralei Arhiepiscopale Ortodoxe din Cluj-Napoca.
- 8 noiembrie: Cu ocazia zilei onomastice, între orele 12 și 14, fostul suveran primește la Palatul Elisabeta vizitatori, în compania soției, fiicelor Margareta și Elena și ginerilor Radu Duda și Alexander Nixon McAteer. Seara are loc un dineu, la care participă Ion Iliescu.
- 15 decembrie: În cadrul unei premieri organizate de revista VIP în Opera Națională din București, fostul rege îi înmânează premiul „Omul anului” premierului Adrian Năstase, stârnind preplexitate în sală, cu excepția „taberei” de pesediști.

2004
- 21 ianuarie: Mihai, Ana, Margareta și Radu Duda participă la lansarea Institutului Cultural Român, la Ateneu. Mihai primește Marele Premiu al Institutului Cultural Român pentru eforturi execepționale în sprijinul integrării României în structurile euro-atlantice și a culturii române în circuitul mondial al valorilor, înmânat de Ion Iliescu.
- 26 ianuarie: Paul Lambrino ridică pretenții la Castelul Peleș.
- 25 octombrie: Scrisoare de felicitare de la liderul Partidului Național Țărănesc Creștin Democrat, Gheorghe Ciuhandu.

2005
- 3 mai: Mihai, soția și alți membri ai familiei încep o vizită în Slovacia, având loc o întâlnire cu Ivan Gasparovic, președintele statului.
- 21 iunie: Paul Lambrino dă un interviu în Jerusalem Post, susținând falsul că regele Mihai ar fi creat „statul nazist”.
- 29 iunie: Media anunță că regele va primi despăgubiri bănești în rate. Prima rată la o lună de la publicarea legii în Monitorul Oficial, a doua și a treia la unul, respectiv doi ani. Vila Cavaleri s-ar restitui în natură, iar pentru evenimente deosebite, ar avea folosința castelelor Peleș, Pelișor și Foișor. Fostul suveran, fiica sa și consortul acesteia ar avea dreptul pentru restul vieții, să folosească Palatul Elisabeta.
- 15 iulie: Presa anunță că Legea pentru reglementarea situației juridice a unor bunuri care au aparținut fostului suveran al României, Mihai I, contestată la Curtea Constituțională Română de parlamentari PRM și PSD va fi discutată la 21 septembrie.
- 1 octombrie: Fostul suveran și președintele Traian Băsescu participă la ceremonia de deschidere a noului an universitar, la Universitatea Națională de Apărare. Regele și președintele dezvelesc efigia lui Carol I și noile însemne ale universității, care primește numele primului rege al României.
- noiembrie: regelui îi este retrocedat domeniul Săvârșin.
- 8 noiembrie: Mihai și ginerele său și 16 cavaleri ai Ordinului „Mihai Viteazul” sunt prezenți la Cotroceni, cu ocazia zilei ordinului, la invitația lui Traian Băsescu.
- 14 decembrie: Senatul hotărăște formal ca Legea pentru reglementarea situației juridice a unor bunuri care au aparținut fostului suveran al României, Mihai I să nu mai treacă prin parlament.

2006
- 26 ianuarie: Adrian Purcaru, primarul orașului Azuga, anunță în presa națională că fostul monarh urmează să primească muntele Sorica, iar pistele Cazacu și Sorica vor rămâne în proprietatea administrației locale.
- 3 martie: România liberă anunță că 7000 de hectare de pădure urmează să îi fie restituite lui Mihai până la capătul lunii, în urma unor negocieri (nu a unui proces juridic) în județul Arad, proprietăți deținute de fostul suveran ca proprietate personală.
- 20 aprilie: Regele Mihai vizitează Hârșova, parcurgând pe jos drumul de la primărie până la Muzeul Carsium, secție a Muzeul de Istorie Națională și Arheologie Constanța.
- 11 mai: Regele Mihai îl numește pe Andrew Popper - negociatorul cu autoritățile în privința recuperării proprietăților - în funcția de șef al Casei regale („Șeful Casei Majestății Sale Regele Mihai I”).
- 1 iunie: Regele Mihai participă la inaugurarea și sfințirea Cimitirului Românesc de Onoare din Țiganca (în Republica Moldova).
- 17 iunie: Se difuzează porterul fostului suveran la postul național, în 21 octombrie, la încheierea emisiunii, personalitatea regelui se află pe locul 25.
- 21 iunie: Radu Duda declară că „[î]n scurt timp, Majestatea Sa va intra în posesia documentelor care vor atesta punerea în posesie a peste 7.000 de hectare de teren agricol, în urma retrocedării. Majestatea Sa va păstra aceste terenuri, pentru că le așteaptă de 60 de ani.”
- 13 octombrie: Doctor Honoris Causa la Universitatea de Medicină și Farmacie „Victor Babeș” din Timișoara. Fostul suveran este însoțit de soția sa, ginerele său și principesa Margareta.
- 14 octombrie: Ceremonie de acordare a titlului de cetățean de onoare al orașului Petroșani.
- 16 octombrie: În drum spre București, fostul suveran a vizitat Muzeul Bruckental din Sibiu.
- 20 octombrie: Mihai și soția sa vizitează podgoria Murfatlar, căreia îi înmână titlul de „Furnizor al Casei Majestății Sale Regele Mihai I”.
- 8 noiembrie: Regele Mihai sărbătorește ziua de nume la Mânăstirea Agapia.
- 16 decembrie: La Arad are loc un eveniment caritabil, „Balul de Cristal”, sub înaltul patronaj al Regelui Mihai.
- 18 decembrie: Mihai a fost prezent alături de alte personalități la ceremonia de condamnare a comunismului în parlamentul României, pe baza Raportului Tismăneanu. Ședința a fost deranjată de huiduielile politicianului xenofob și extremist Corneliu Vadim Tudor, care a proferat amenințări cu moartea și injurii la adresa unor intelectuali prezenți, și l-a huiduit și pe fostul suveran.
- 24 decembrie: Mihai și familia regală au primit colindători.
- 25 decembrie: Familia regală a participat la slujbă în biserica ortodoxă din Săvârșin.
- 27 decembrie: Mesajul de anul nou: „Pentru prima oara în șase decenii, acest vis - care mi s-a părut aproape toată viața departe - [aderarea europeană, n.n.] a devenit realitate.”
- 28 decembrie-31 decembrie: Vizită în Bistrița-Năsăud.

- 28 decembrie: Vizitează împreună cu regina Ana si cu principesele Elena si Margareta și Radu Duda o fabrică de piele din Sebeș.
- 29 decembrie: Valea Țibleșului (județul Bistrița-Năsăud), Spermezeu si Dobric, Mănăstirea de la Dobric, municipiul Bistrița.
- 31 decembrie: Familia regală vizitează Mănăstirea Nicula.

2007
- 2 ianuarie: Vizită la Catedrala Încoronării din Alba Iulia.
- 10 ianuarie: Prefectura Timiș anunță că probabil va retroceda fostului suveran 80 de hectare de pădure pe raza comunei Margina.
- 15 ianuarie: În timpul unei vizite la CNSAS, regele își consultă dosarul de urmărire, urmând ca principesa Margareta să îl studieze aprofundat în timpul absenței lui din țară.
- 27 ianuarie: Interviu în New York Times.
- 4 februarie: The Scotsman publică un material despre regele Mihai.
- 10 mai: Primește premiul „Hanno R. Ellenbogen Citizenship” la Palatul Elisabeta. Cere o nouă constituție europeană.
- 30 decembrie: Noul statut al Casei regale.

2008
2009
- 9 aprilie: Radu Duda anunță candidatura la alegerile prezidențiale.
- 23 aprilie: Fostul suveran își declară într-o cuvântare sprijinul pentru candidatura la alegerile prezidențiale a ginerelui său, Radu Duda: „Prin prezența în alegerile democratice pentru instituția șefului statului, familia mea încearcă să unească și să însănătoșească România de astăzi. Vrem să arătăm cum trebuie slujit un popor cu adevărat”.
- 21 mai: A primit titlul de Doctor Honoris Causa al Universității de Vest din Timișoara, cu prilejul împlinirii a 65 de ani de la înființarea, prin Decret Regal, a instituției academice bănățene.

2010
- 27 aprilie: Un purtător al Casei regale confirmă că regele va participa la 9 mai la parada de la Moscova pentru aniversarea a 65 de ani de la sfârșitul celui de-al Doilea Război Mondial.
- 8 mai: Regele Mihai ajunge la Moscova, pentru a participa la evenimentele organizate cu ocazia aniversării a 65 de ani de la sfârșitul celui de-al Doilea Război Mondial.
- 14 iunie: Cu ocazia împlinirii vârstei de 25 de ani, în conformitate cu noul statut al Casei regale, regele Mihai i-a conferit nepotului său Nicolae titlul de principe al României, cu apelativul „Alteță regală”.
- 15 iunie: Vizită la Mânăstirea Dealu: din suită fac parte regele Mihai, pe principesa Margareta, Radu Duda și principele Nicolae.
- 13 octombrie: Regele Mihai I a primit Medalia „Dr. Alexandru Șafran" din partea Federației Comunităților Evreiești din România.
- 25 octombrie: Printr-un concert de gală la Ateneul Român, Fundația Principesa Margareta, al cărei co-fondator este regele Mihai,

2011
- 10 mai 2011, toate legăturile istorice și dinastice dintre Casa Regală a României și Casa Princiară de Hohenzollern iau sfârșit.
- 22 iunie: Președintele României, Traian Băsescu, declară într-o emisiune că regele Mihai ar purta o parte din responsabilitatea pentru genocidul împotriva evreilor și că ar fi fost „slugă la ruși”. Declarația a atras un val de dezaprobare cvasi-unanimă.
- 25 octombrie: Discursul regelui Mihai în parlament, în ciuda împotrivirii PDL: „Stă doar în puterea noastră să facem țara statornică, prosperă și admiratâ în lume. Nu văd România de astăzi ca pe o moștenire de la părinții noștri, ci ca pe o țară pe care am luat-o cu împrumut de la copiii noștri”.

2012
- 10 mai: Primarul Sorin Oprescu are o întrevedere cu fostul suveran, ocazie cu care îi înmânează o plachetă care marchează demararea amenajării Piațetei Regelui, plănuită a fi inaugurată pe 25 octombrie estimp.
- 4 octombrie: Fostul monarh primește titlul de Doctor Honoris Causa din partea Universității de Științe Agronomice și Medicină Veterinară din București.
- 23 octombrie: Doctorat onorific din partea Academiei de Studii Economice București.
- 25 octombrie: La ora 12:00, doctorat onorific din partea Universității din București, în absența regelui. Regele este prezent la inaugurarea Piațetei Regelui, în apropierea vilei de la Șosea în care a copilărit. În prezența lui Sorin Oprescu, regele își dezvelește propriul bust. În asistență: principesa Margareta, Radu Duda, principele Nicolae și politicienii Victor Ciorbea, Călin Popescu Tăriceanu, Emil Constantinescu și vorbește istoricul Dinu C. Giurescu.

2013
- 12 mai: Principesa Margareta decorează în numele regelui, printre alții, pe politicianul Sorin Oprescu, pentru „bunele practici în dezvoltarea urbană a Capitalei”.
- 6 decembrie: Regele Mihai publică un mesaj la moartea lui Nelson Mandela.
- 23 decembrie: Regele și principesa Margareta au vizitat mai multe familii nevoiașe din Săvârșin, oferind 300 de pachete de alimente.
- 25 decembrie: Mesajul de anul nou.
- 27 decembrie: Premierul Victor Ponta încarcă o fotografie pe Facebook, susținând că a luat masa cu regele Mihai la Săvârșin. Se constată că regele era în străinătate, astfel că fotografia este îndepărtată și premierul admite că s-a întâlnit doar cu principesa Margareta și soțul ei.

2014
- 5 aprilie: La Cluj-Napoca are loc un marș pentru susținerea reintroducerii monarhiei ca formă de guvernământ, la care participă câteva sute de persoane, manifestare organizată de Alianța Națională pentru Restaurarea Monarhiei.
- 2 iunie: Regele Mihai dă publicității un mesaj de laudă la adresa regelui Juan Carlos al Spaniei, care făcuse anunțul că a decis să abdice.
- 22 octombrie: Media anunță sentința principesei Irina în cazul luptelor de cocoși: după ce a pledat vinovată și și-a cerut scuze pentru rușinea adusă familiei, a fost pusă trei ani sub supraveghere. Soții Walker au vândut proprietăți pentru a plăti guvernului american 200.000 de dolari. Ea și copiii săi au fost îndepărtați de pe lista de succesiune la tron.

2015
- august: Nepotului Nicolae îi este retras de către fostul suveran titlul de „Principe al României”, calificativul de „Alteță Regală” și este exclus din linia de succesiune la tron.

2016
- 2 martie: Presa difuzează știrea că regele Mihai a fost operat la Londra, după ce fusese diagnosticat cu leucemie cronică și carcinom epidermoid metastazant, urmând o perioadă de tratament. Fostul suveran se retrage din viața publică și o desemnează pe principesa  Margareta să-l reprezinte în acțiunile sale publice.
- 1 august: Moare soția lui Mihai. Comunicatul citește, printre altele: „Majestatea Sa Regina Ana a României a încetat din viață astăzi, luni, 1 august 2016, la ora 13.45, la Spitalul din Morges, în Elveția.La căpătâiul Reginei au stat, până în ultima clipă, Altețele Lor Regale Principesa Moștenitoare Margareta și Principele Radu, Principesa Elena, Principesa Sofia și Principesa Maria. Majestatea Sa Regele Mihai a venit la spital, alături de Regină, în fiecare zi din ultima săptămână. Cu o zi înainte, Regina Ana a primit ultimele sacramente de la părintele titular al Parohiei Catolice din orașul Morges.”
- 8 august: Se anunță că regele Mihai nu va participa la înmormântare, ca urmare a sfatului dat de o comisie de medici. Înmormântarea are loc la Curtea de Argeș, în Noua Catedrală Arhiepiscopală și Regală, pe 13 august.

2017
- 6 noiembrie: Starea fostului rege se agravează.
- 5 decembrie: Mihai moare la reședința sa privată din Aubonne (Elveția). Comunicatul citește, printre altele: „Majestatea Sa Regele Mihai I a încetat din viață, astăzi, 5 decembrie 2017, la ora 13  (ora României), la reședința privată din Elveția. La căpătâiul Regelui a stat, până în ultima clipă, Alteță Sa Regală Principesa Maria.”